# Koninklijke Luchtmacht
De Koninklijke Luchtmacht (KLu) is het één na jongste krijgsmachtdeel van Nederland. De Nederlandse krijgsmacht bestaat hiernaast uit de Koninklijke Marine (KM), de Koninklijke Landmacht (KL) en de Koninklijke Marechaussee (KMar). Op 11 maart 1953 werd de luchtmacht als zelfstandig krijgsmachtdeel afgescheiden van de Koninklijke Landmacht en mocht zich voortaan ‘koninklijk’ noemen. 
Sinds 2005 zijn bovenstaande krijgsmachtdelen geen zelfstandige organisaties meer maar zijn de operationele eenheden van de KM, KL en KLu geïntegreerd in drie operationele commando's (OPCO's). Deze commando's zijn: 
- Commando Landstrijdkrachten (CLAS)
- Commando Lucht- en Ruimtestrijdkrachten (CLRS)
- Commando Zeestrijdkrachten (CZSK).

Deze commando's staan als onderdeel van het Ministerie van Defensie direct onder de Commandant der Strijdkrachten (CDS). De Koninklijke Marechaussee staat, als onafhankelijk militair politiekorps, onder direct bevel van de Minister van Defensie. Een uitzondering hierop is een militaire missie in het buitenland. Dan staat de uitgezonden eenheid wel onder bevel van de CDS.
Het Commando Luchtstrijdkrachten (CLSK) is per 1 juli 2025 hernoemd naar het Commando Lucht- en Ruimtestrijdkrachten (CLRS) of Royal Netherlands Air and Space Command in het Engels. De wapenspreuk van de Koninklijke Luchtmacht is Parvus numero, magnus merito (Klein in aantal, groot in daden). Die wapenspreuk van het CLRS is Waakzaam en Trefzeker.
De sterkte van de Koninklijke Luchtmacht bedroeg in 2023 in totaal 1092 burgers, 6403 militairen en 755 reservisten.

## Geschiedenis

### Voorgeschiedenis

De vlag van de Koninklijke Luchtmacht

Het huidige kenteken (roundel) van Nederlandse militaire luchtvaartuigen

Bij het korps Genietroepen werd in 1886 het ballonpark Lachambre opgericht en Nederlands eerste ballon werd aangeschaft, de Kijkuit. In 1887 volgde een tweede, kleiner exemplaar, de Telegraaf. Pas in 1902 kreeg een genieofficier de gelegenheid zich in het buitenland te bekwamen tot balloncommandant, waarna twee observatieballonnen worden gekocht. In 1904 werden de ballonnen ingezet bij militaire oefeningen in het artillerieschietkamp bij Oldebroek.
Na veel propaganda – door onder anderen luitenant-ter-zee 2e klasse A.E. Rambaldo – werd op 19 oktober 1907 de Nederlandsche Vereeniging tot Bevordering van de Luchtscheepvaart opgericht. Voorzitter werd kolonel der genie C.J. Snijders, die in 1914 Opperbevelhebber van Land en Zeemacht zou worden en die bij uitstek de man zou blijken te zijn voor de verwezenlijking van een militaire luchtvaart. De eerder genoemde vereniging schafte zich in 1908 een drietal ballonnen aan, respectievelijk genaamd Amsterdam, Rotterdam en Utrecht, waarmee zowel burgers als militairen werden opgeleid tot luchtschipper.
In ditzelfde jaar verzorgde de Franse graaf De Lambert de eerste vliegdemonstratie in Nederland, nabij het Brabantse Etten-Leur. In juli en augustus demonstreerde de Fransman Eugène Lefebvre een vliegtuig in Den Haag. De luitenants F.A. van Heijst en H.L. ter Poorten (KNIL) haalden in 1910 het brevet van luchtschipper. Ter Poorten nam vervolgens vliegles bij de vliegschool Aviator in Sint-Job-in-'t-Goor bij Antwerpen. In 1911 kreeg een viertal officieren als speciale gunst van de Minister van Oorlog toestemming om op eigen kosten een vliegopleiding te gaan volgen. Luitenant Ter Poorten ging daarvoor naar vliegveld Kiewit bij Hasselt in België. De luitenants Versteegh en Coblijn gingen naar Wiener Neustadt, terwijl luitenant Van Heijst in Nederland les nam. De opleiding te Wiener Neustadt kostte 2.000 Kronen bij vooruitbetaling, plus 3.000 Kronen waarborgsom voor eventuele schade aan het toestel. Het jaarsalaris van bijvoorbeeld Versteegh bedroeg 800 gulden.
In september 1911 namen vijf particuliere vliegtuigen deel aan legermanoeuvres. Gevlogen werd door luitenants Jacques Labouchère en Ter Poorten, sergeant Lütge en de burgers Bakker, Van Bussel en Van Meel. Op 2 november behaalde luitenant Versteegh zijn FAI-brevet op een Etrich Taube. Ruim een maand later (31 december) behaalde luitenant Van Heijst zijn FAI-brevet op een verbeterde Blériot van de firma Verweij en Lugard te Soesterberg. Ten slotte werd op 28 maart 1913 besloten tot de oprichting van een militaire luchtvaartafdeling. Vooruitlopend op deze oprichting kocht de Staat der Nederlanden op deze dag van de gemeente Soest het vliegterrein te Soesterberg.
Koningin Wilhelmina tekende op 16 april het Koninklijk Besluit Nr. 29 waarbij met ingang van 1 juli 1913 de Luchtvaartafdeeling (LVA) werd opgericht. Commandant werd kapitein der genie H. Walaardt Sacré. Materieel en organisatie waren uiterst bescheiden: één gehuurd vliegtuig, Brik genaamd, waarvan de eigenaar Marinus van Meel in dienst werd genomen als vaandrig-vlieger. Voorts was er één automobiel van het merk Spyker en drie officieren-vlieger, de luitenants Versteegh, Coblijn en L.J. Roeper Bosch. Aan grondpersoneel bestond de afdeling uit de sergeant-majoor-administrateur Janssen en twee burgerwerktuigkundigen. In een later stadium werd de Brik gekocht en geregistreerd als LA-1. Op 23 en 24 september van dat jaar nam de Luchtvaartafdeling voor het eerst deel aan legermanoeuvres in de Achterhoek. In oktober arriveerden drie in Frankrijk aangekochte toestellen van het type Farman HF.20. Op 14 oktober volgde een vliegdemonstratie met de nieuwe Farmans voor koningin Wilhelmina. Van Heijst en Versteegh behaalden als eersten het militaire brevet van vlieger.
De luchtmacht is daarmee voortgekomen uit de Luchtvaartafdeling (LVA) van de Koninklijke Landmacht, die op 1 juli 1913 op vliegkamp Soesterberg werd opgericht. Op 1 juli 1939 werd de LVA omgevormd tot de Luchtvaartbrigade. Op 12 juli 1944 werd in Londen het Directoraat Luchtstrijdkrachten opgericht. In 1947 werd een Chef Luchtmachtstaf aangesteld en op 11 maart 1953 werd de luchtmacht erkend als zelfstandig krijgsmachtonderdeel.

### Het begin in 1913
De voorloper van het Nederlandse luchtwapen werd in juli 1913 opgericht in de vorm van de Luchtvaartafdeling (LVA) op het vliegveld van Soesterberg. Bij de oprichting bestond het gehele luchtwapen uit één vliegtuig, de Brik van Marinus van Meel. Enkele maanden later werd de LVA al uitgebreid met drie stuks Farman HF.20 van de Franse vliegtuigbouwer Farman, maar vanwege de snelle veroudering bestelde de regering ter vervanging diverse Nieuport en Caudron jacht- en verkenningsvliegtuigen.

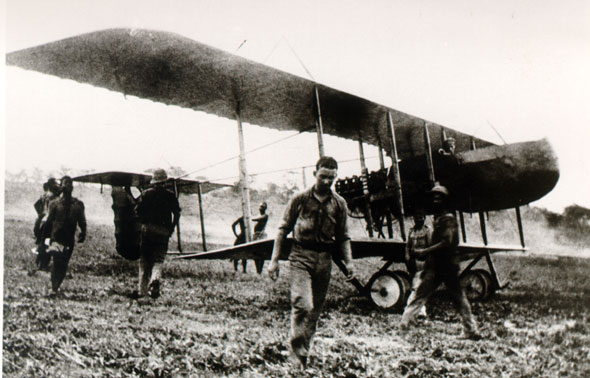
Farman F.40 van de Portugese luchtmacht, 1916

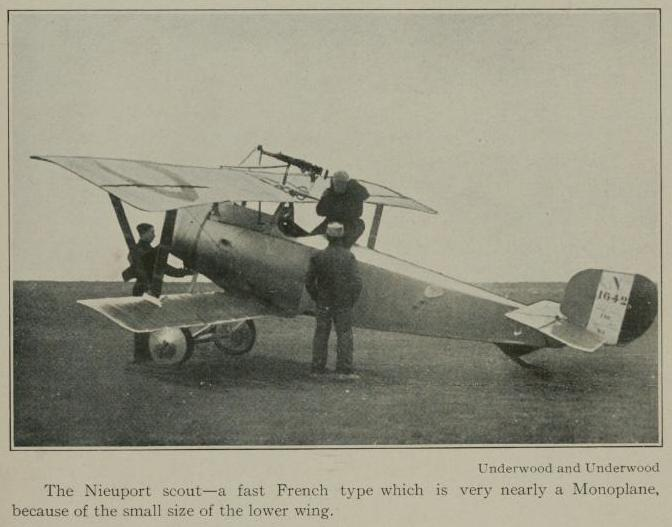
Nieuport 21 Scout jager, 1917

### Periode 1914-1918
Nederland bleef tijdens de Eerste Wereldoorlog neutraal en de Luchtvaartafdeling bleef dus gevrijwaard van gevechtsacties. Omdat Nederland zich neutraal had verklaard probeerden piloten die beschoten waren Nederlands grondgebied te bereiken, waardoor het een verzamelplaats werd voor allerhande typen vliegtuigen. Deze werden geconfisqueerd en aan de Luchtvaartafdeling overgedragen. Na 1918 werden de toestellen teruggegeven, of aangekocht indien het toestel in goede staat verkeerde. Ondanks een karig budget bleef de Luchtvaartafdeling zo op de hoogte van de vele technische ontwikkelingen.
De vliegeropleiding, oorspronkelijk alleen voorbestemd voor officieren, werd al snel vrijgegeven voor andere rangen. Ook werden diverse nieuwe aan de luchtvaart verwante dienstvakken gestart, zoals vliegtuigtechniek, luchtfotografie en cartografie, meteorologie en navigatie en er werden vliegvelden aangelegd bij Arnhem, Rijen, Venlo en Vlissingen.

### Interbellum
Na het einde van de Eerste Wereldoorlog werd door de Nederlandse regering meteen op defensie bezuinigd en de opgebouwde Luchtvaartafdeling werd bijna geheel opgeheven. Tijdens de opbouw van de politieke spanning in Europa in de jaren 1930 zag de regering te laat in dat het luchtwapen weer bijna geheel opgebouwd moest worden. Vanaf 1938 werden hiertoe alle mogelijke pogingen gedaan, maar dit stuitte op structurele problemen. Er was niet alleen een groot tekort aan vlieginstructeurs, navigatoren en vliegers om de nieuwe met meerdere motoren uitgeruste toestellen te bemannen; er was ook een totaal gebrek aan standaardisatie en aan voorraden. Bovendien was Nederland niet het enige land dat zich in korte tijd wilde bewapenen. De internationale wapenindustrie kreeg van vele Europese landen zoveel orders binnen dat er een grote wachtlijst was ontstaan.
Vanwege de schaalvergroting werd de naam Luchtvaartafdeling in 1938 gewijzigd in Luchtvaartbrigade. Tijdens de mobilisatie in 1939 veranderde men de naam in het Wapen der Militaire Luchtvaart. Dit bestond uit: het 1e en 2e Luchtvaartregiment, de Luchtvaartbrigade (Depot Luchtstrijdkrachten, Luchtvaartbedrijf en Luchtvaarttroepen (Vliegveldbewaking)) en het Commando Luchtverdediging (luchtdoelartillerie en secties luchtdoelmitrailleur). Bij de mobilisatie in 1939 bestond het Wapen der Militaire Luchtvaart vanwege alle bezuinigingen slechts uit 121 min of meer operationele vliegtuigen van de volgende types:
- 9 Fokker T.V-bommenwerpers
- 28 Fokker D.XXI-jagers
- 23 Fokker G.I-jachtkruisers (jagers)
- 11 Douglas 8A-3N-bommenwerpers
- 24 Fokker C.V-verkenners
- 11 Fokker C.X-verkenners
- 16 Koolhoven F.K. 51-verkenners

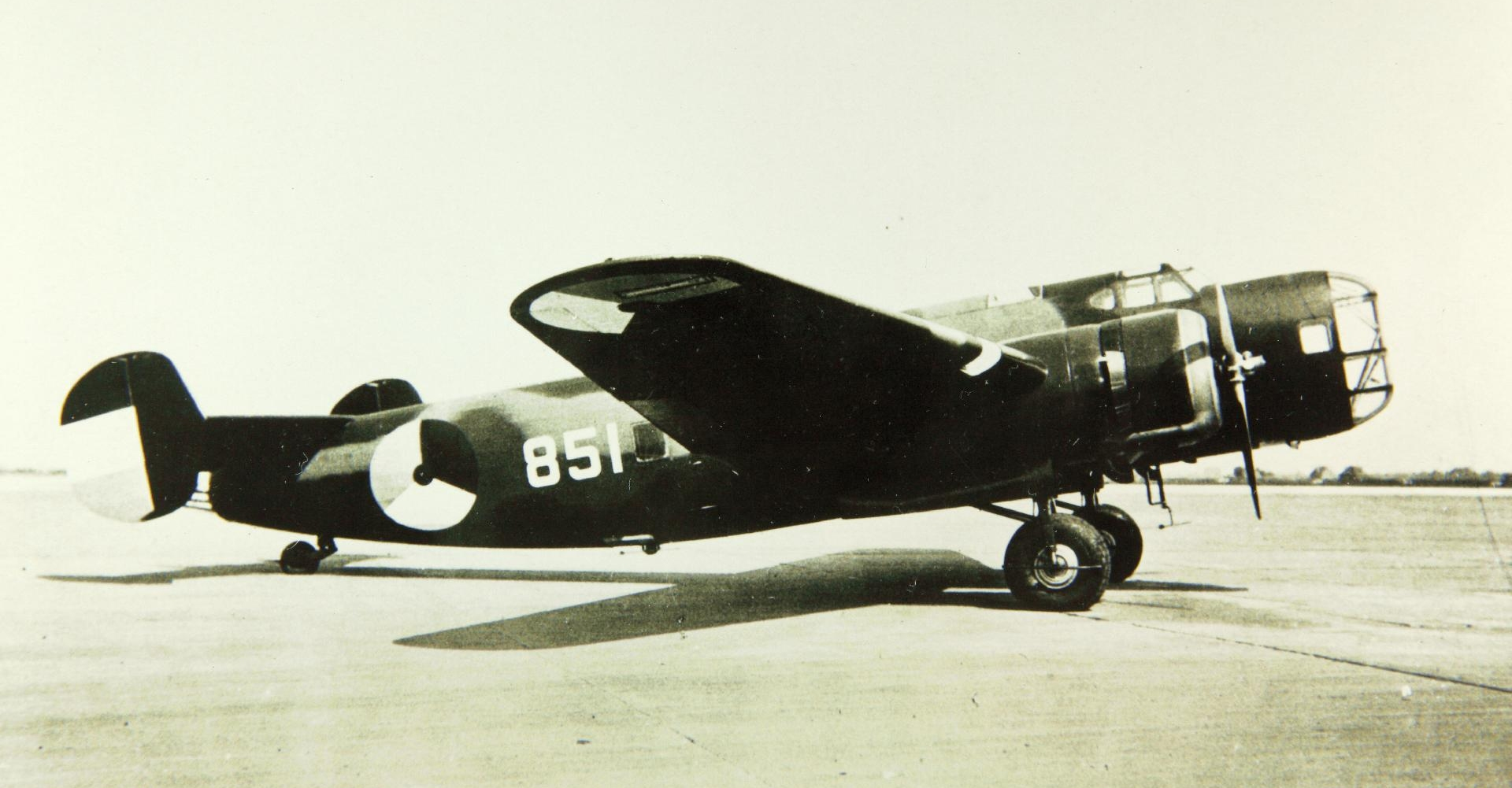
Fokker T.V
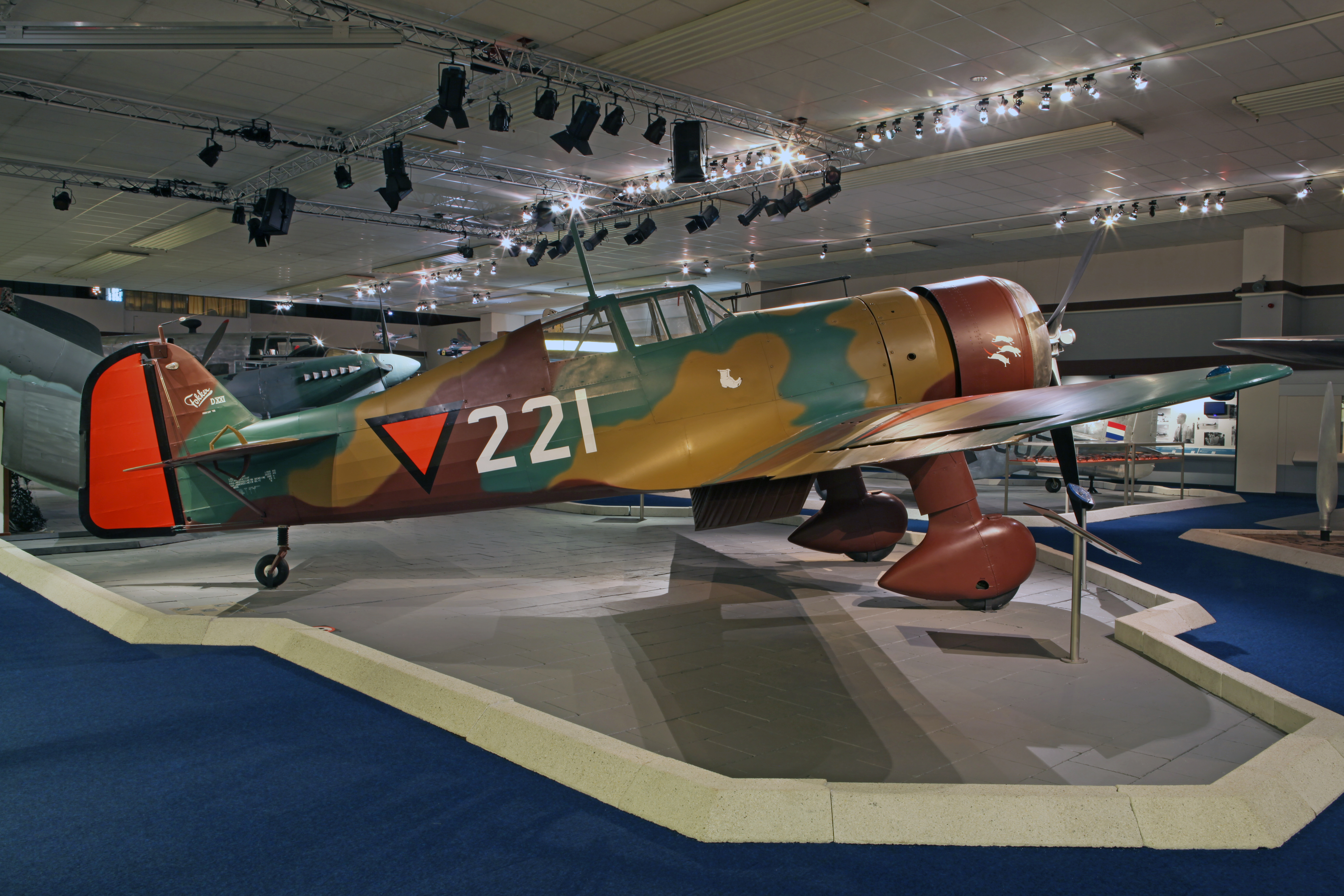
Fokker D-XXI
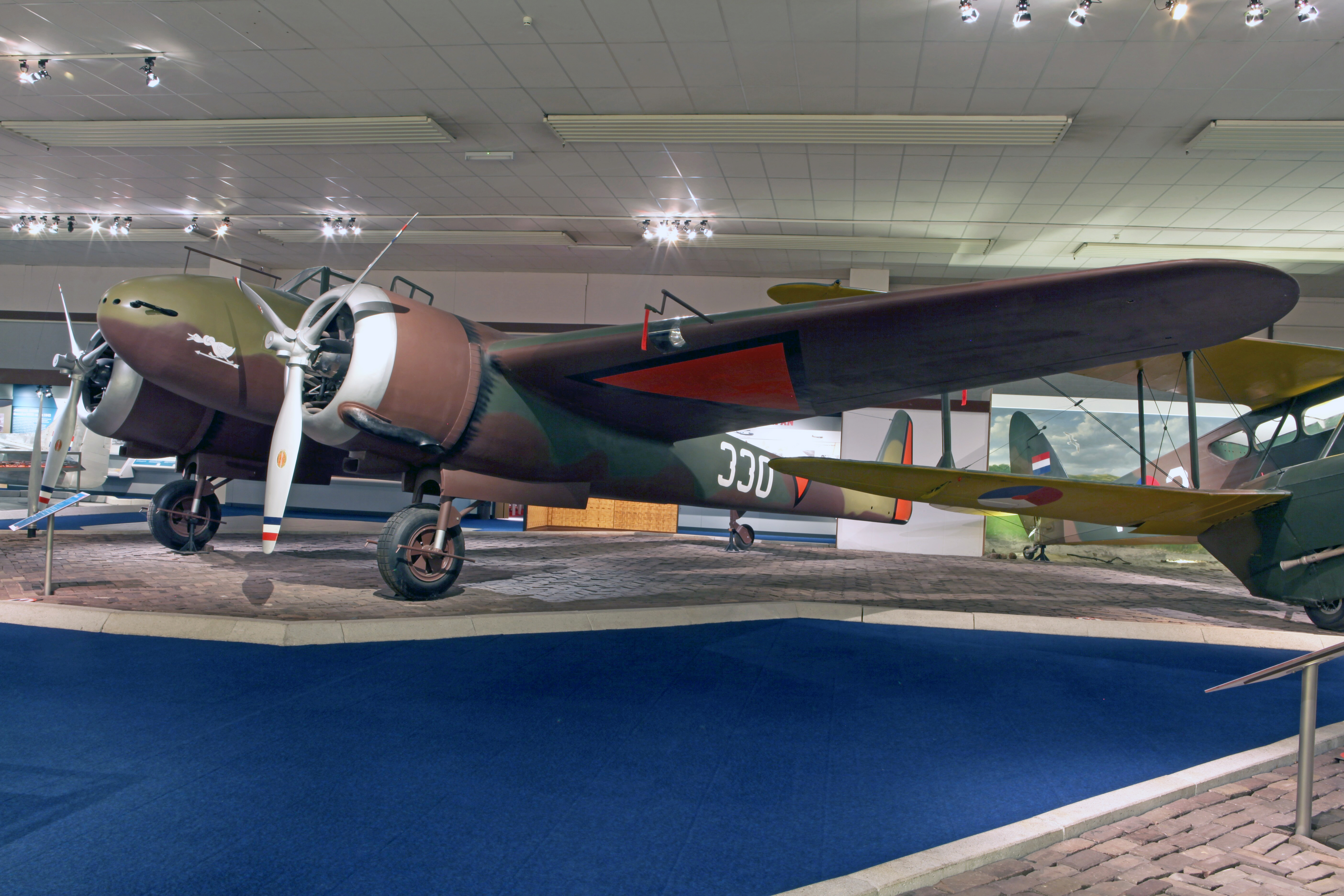
Fokker G-I Jachtkruiser
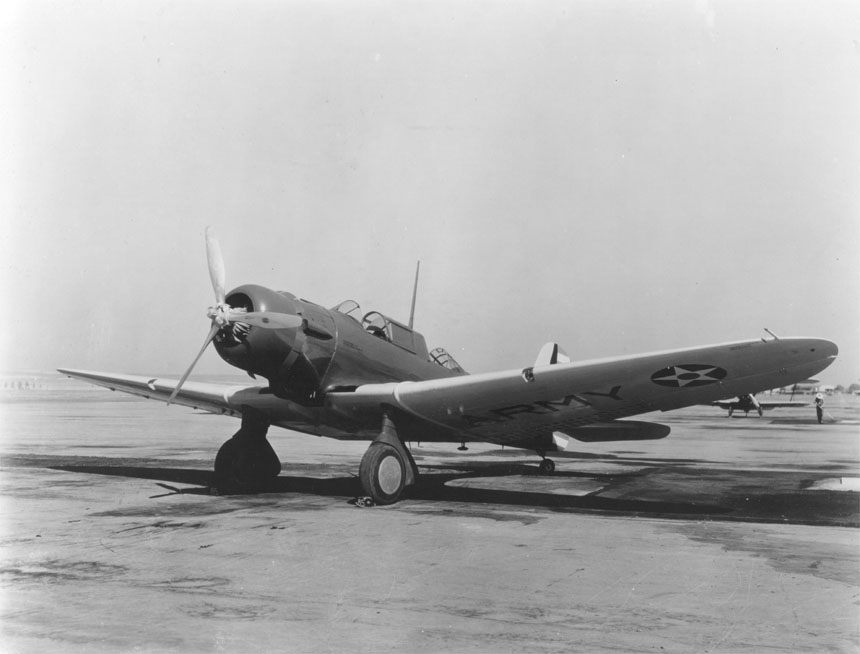
Douglas 8A
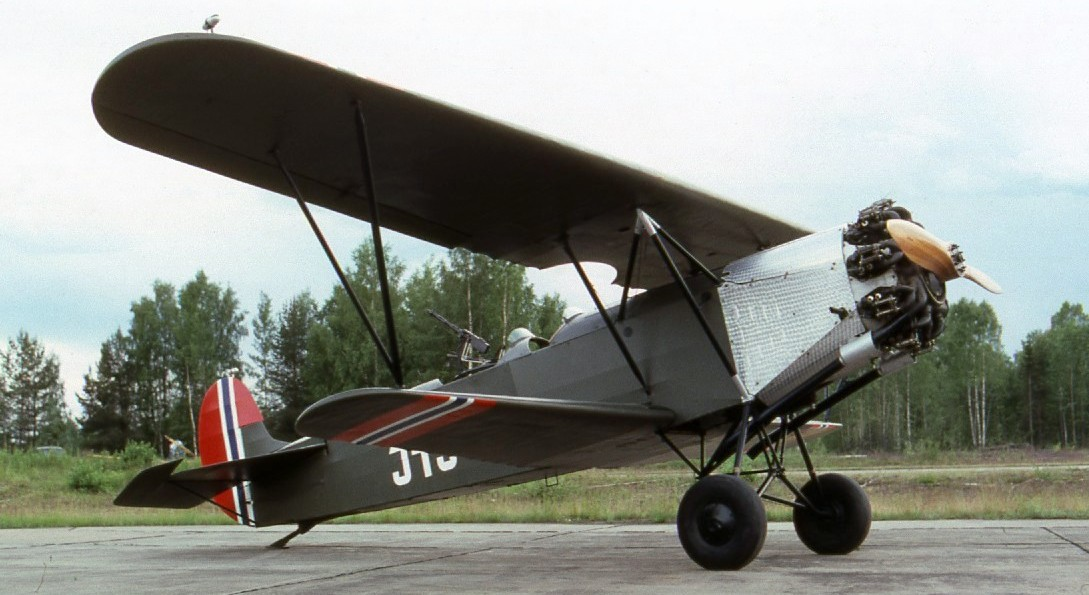
Fokker C.V
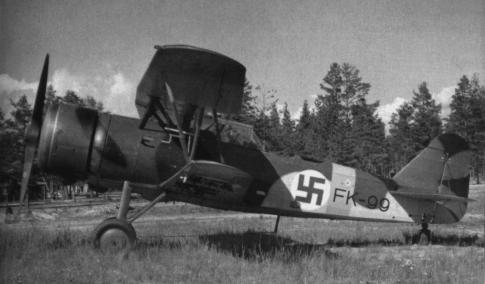
Fokker C.X
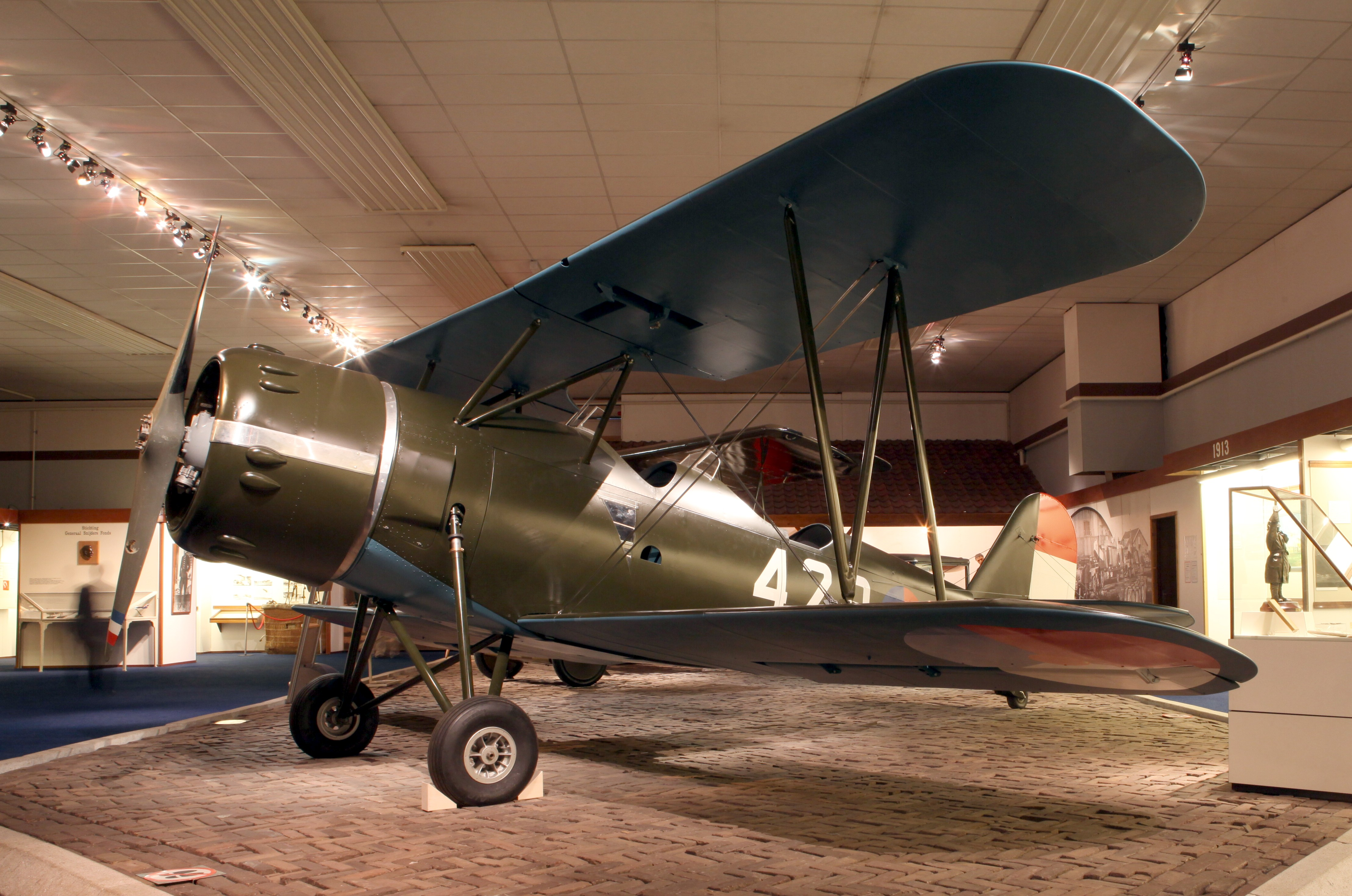
Koolhoven F.K.51
Nederlands roundel in de Tweede Wereldoorlog

Slechts de Fokker D-XXI en G-I bleken hiervan enigszins tegen de Duitse overmacht te zijn opgewassen.
Loe de Jong kwam in Het Koninkrijk der Nederlanden in de Tweede Wereldoorlog 1939-1945. Deel 2. Neutraal voor april/mei 1940 tot 125 toestellen van de legerluchtmacht, waaronder 52 actieve, maar verouderde jagers (Fokkers C-5, D-17, C-10, 29 D-21 en 23 G-1) en 50 toestellen van de marineluchtvaartdienst (afgezien van 30 lesvliegtuigen op vliegveld De Kooy). Totaal dus samen 175 toestellen. Aflevering van 24 bestelde Duitse Dorniervliegtuigen werd door Hitler verboden.
De operationele indeling van de Luchtvaartbrigade bestond uit twee regimenten en een opleidingseenheid (Luchtvaartbrigade).
Het 1e luchtvaartregiment (1 LVR) onder Commandant Luchtverdediging, luitenant-generaal Petrus Best, had zijn staf op Schiphol. De operationele onderdelen waren gelegerd op de vliegvelden De Kooy, Schiphol, Bergen en Waalhaven.
Het 1e LVR bestond uit de:
- strategische verkenningsvliegtuigafdeling (StratVerVa)
- bombardeervliegtuigafdeling (BomVa)
- jachtvliegtuigafdeling (JaVa), de 1e t/m 4e JaVa

Het 2e luchtvaartregiment (2 LVR) onder Commandant Veldleger, generaal van Voorst tot Voorst, had de staf in Zeist. Operationele onderdelen waren gelegerd op de vliegvelden Hilversum, Ruijgenhoek, Ypenburg en Gilze-Rijen. Tijdens de meidagen werd ook gebruikgemaakt van de (hulp)vliegvelden Haamstede, Buiksloot en De Zilk.
Het 2e LVR bestond uit de:
- verkenningsgroep (VG), de 1e t/m 4e VG
- jachtgroep (JG), de 1e en 3e JG

De Luchtvaartbrigade, waarvan het Depot Luchtstrijdkrachten (opleidingen) niet deelnam aan de gevechten; eenheden waren gelegerd op de vliegvelden Souburg (Zeeland) en De Vlijt (Texel).
Tijdens de mobilisatie in 1939 waren de eenheden van het Wapen der Militaire Luchtvaart als volgt verdeeld:
| Vliegtuig               | Type         | Aantal | Onderdeel                                           | Locatie                                      |
| ----------------------- | ------------ | ------ | --------------------------------------------------- | -------------------------------------------- |
| Fokker G.I Jachtkruiser | Jager        | 23     | 11× 1e LVR / 3e JAVA, 12× 4e JAVA                   | Waalhaven, Bergen                            |
| Fokker D.XXI            | Jager        | 28     | 11× 1e LVR / 1e JAVA, 9× 2e JAVA, 8× 2e LVR / 1e JG | De Kooy, Schiphol, Ypenburg                  |
| Douglas 8A-3N           | Bommenwerper | 11     | 11× 2e LVR / 3e JG                                  | Ypenburg                                     |
| Fokker T.V              | Bommenwerper | 9      | 9× 1e LVR / BA                                      | Schiphol                                     |
| Fokker C.V              | Verkenner    | 24     | 4× 2e LVR / 1e VG, 7× 2e VG, 9× 33 VG, 4× 4e VG     | Hilversum, Ypenburg, Ruigenhoek, Gilze-Rijen |
| Fokker C.X              | Verkenner    | 11     | 10× 1e LVR / SVA, 1× 2e LVR / 1e VG                 | Bergen, Hilversum                            |
| Koolhoven F.K. 51       | Verkenner    | 16     | 4× 2e LVR / 1e VG, 5× 2e Vg, 4× 3e VG, 3× 4e VG     | Hilversum, Ypenburg, Ruigenhoek, Gilze-Rijen |
| Totaal                  |              | 122    |                                                     |                                              |

### Periode 1940-1945
In mei 1940 viel nazi-Duitsland binnen in Nederland. In vijf dagen werd nagenoeg het gehele Wapen der Militaire Luchtvaart weggevaagd door de Luftwaffe. Dit was niet verwonderlijk, want het luchtwapen was in mei 1940 nog in de opbouwfase en bestond grotendeels uit verouderde vliegtuigen. Tijdens de eerste oorlogsdagen voerde men slechts 171 operationele vluchten uit; op 10 mei 51, op 11 mei 31, op 12 mei 48, op 13 mei 23 en op 14 mei nog 18 vluchten. De enige toestellen die daadwerkelijk tegenstand konden bieden, bleken de Fokker D.XXI en de Fokker G1 te zijn. Deze leden op de eerste oorlogsdag na enkele opmerkelijke successen al snel grote verliezen tegen de Luftwaffe. De Fokker C-V en Fokker C-X bommenwerpers brachten met bombardementsvluchten op de vliegvelden Waalhaven, Ockenburg en Ypenburg de Duitse transportvloot schade toe. Van de ingedeelde vliegers sneuvelde 95% in de meidagen van 1940. Bij de bemanningen van de Fokker T.V bommenwerpers vielen de meeste slachtoffers.
Van alle gevechtsklare toestellen gingen er totaal 94 verloren. 34 stuks werden op de grond bij Duitse luchtaanvallen vernietigd, 47 stuks werden tijdens luchtacties neergeschoten en 13 stuks gingen op een andere manier verloren. De overgebleven toestellen werden voor het grootste deel na de overgave aan de Duitsers in brand gestoken; de rest viel in Duitse handen.
Ondanks de numerieke minderheid boekte de Nederlandse krijgsmacht toch successen tegen de Luftwaffe. Meer dan 500 Duitse toestellen werden vernietigd; veel door luchtafweergeschut en door landingen op geïmproviseerde landingsplaatsen in Nederland. Als blijk van waardering voor hun acties verleende koningin Wilhelmina het luchtwapen collectief de hoogste militaire dapperheidsonderscheiding, de Militaire Willems-Orde (MWO).
In 1940 werden in Engeland de 320 en 321 Dutch squadrons onder commando van de RAF opgericht. Vanwege personeelsgebrek werden ze in 1941 samengetrokken tot 320 Squadron. Omdat het merendeel van de Nederlandse operationele vliegers in de strijd was omgekomen waren slechts enkelen erin geslaagd na de overgave naar Engeland te ontkomen; hierdoor bestonden de vliegers en bemanningen van 320 Dutch Squadron RAF hoofdzakelijk uit gevlucht marinepersoneel dat niet aan de strijd in Nederland had deelgenomen.

### ML KNIL 1940-1941
De Militaire Luchtvaart van het Koninklijk Nederlands Indisch Leger (ML-KNIL) maakte tot 1939 deel uit van de Nederlandse LVA. Bij de mobilisatie werd het echter een autonoom onderdeel. Op papier was de sterkte van de ML-KNIL vrij groot; van het totaal aantal vliegtuigen verkeerden echter weinig in optimale staat. Bij de Japanse aanval ontbraken voor een aantal toestellen reservedelen en stonden veel nieuwe toestellen nog gedemonteerd in kratten.
ML-KNIL bestond in 1939 uit de volgende onderdelen:
|                         | Plaatsing                                               | Vliegtuigtype |
| ----------------------- | ------------------------------------------------------- | --- |
| Hoofdkwartier           | Soerabaja, Java onder Luitenant-generaal L.H. van Oijen | |
| Vliegtuiggroep 1 (VLG1) | Bandung (Andir), Java                                   | 22× Martin 139 WH-3 waarvan 11 op Samarinda, Oost-Borneo en 11 op Sinkawang, West-Borneo                                       |
| VLG2                    | Malang (Singosari), Java                                | 30× Martin 139 WH-3 |
| VLG3                    | Batavia (Nederlands-Indië) (Tjilitan), Java             | 22× Martin 139 WH-3 in Singapore en 19× Martin 139 op Kalidjati, Java                                                          |
| VLG4                    | Madiun (Maospati), Java                                 | 12× Curtiss P-40 Warhawk op Tjilitan en Perak; 16× Curtiss-Wright Model 21 op Andir en 4× op Laka, Ambon                       |
| VLG5                    | Semplak Buitenzorg, Java                                | 12× Brewster B-339 op Buitenzorg, 5× Brewster op Sinkawang, West Borneo; 12× Brewster B-339 en 12× Brewster B-395 op Singapore |
| 6 Depot Vliegtuiggroep  | Madiun (Maospati), Java                                 | 19× Lockheed L-18, 2× Lockheed L-212, 3× Curtiss CW-22, 3× Fokker CX, 1× Bücker Bu-131 en 2× Ryan STM-2                        |
| Verken afd.1 (VKA1)     | Tjikembar, Java                                         | 12× Curtiss CW-22, 1× Fokker CX                                                                                                |
| VKA2                    | Djokjakarta, Java                                       | 11× Curtiss CW-22, 2× Fokker C-X                                                                                               |
| VKA3                    | Kalidjati, Java                                         | 12× Koolhoven F.K. 51 |
| VKA4                    | Kalidjati, Java                                         | 12× Lockheed L-212 |
| VKA5                    | Kalidjati, Java                                         | 12× Koolhoven FK-51 |

Na de Nederlandse overgave in 1940 zette ML-KNIL de strijd in Nederlands-Indië voort tot de Japanse bezetting in 1941. Voor heldhaftig gedrag en plichtsuitoefening werden hiervoor later militaire dapperheidsonderscheidingen toegekend.
Veel personeel slaagde er na de Japanse aanval in te ontsnappen naar Australië en Ceylon, waarna vanaf 1942 de strijd in geallieerd verband werd voortgezet.

### Periode 1950-1960

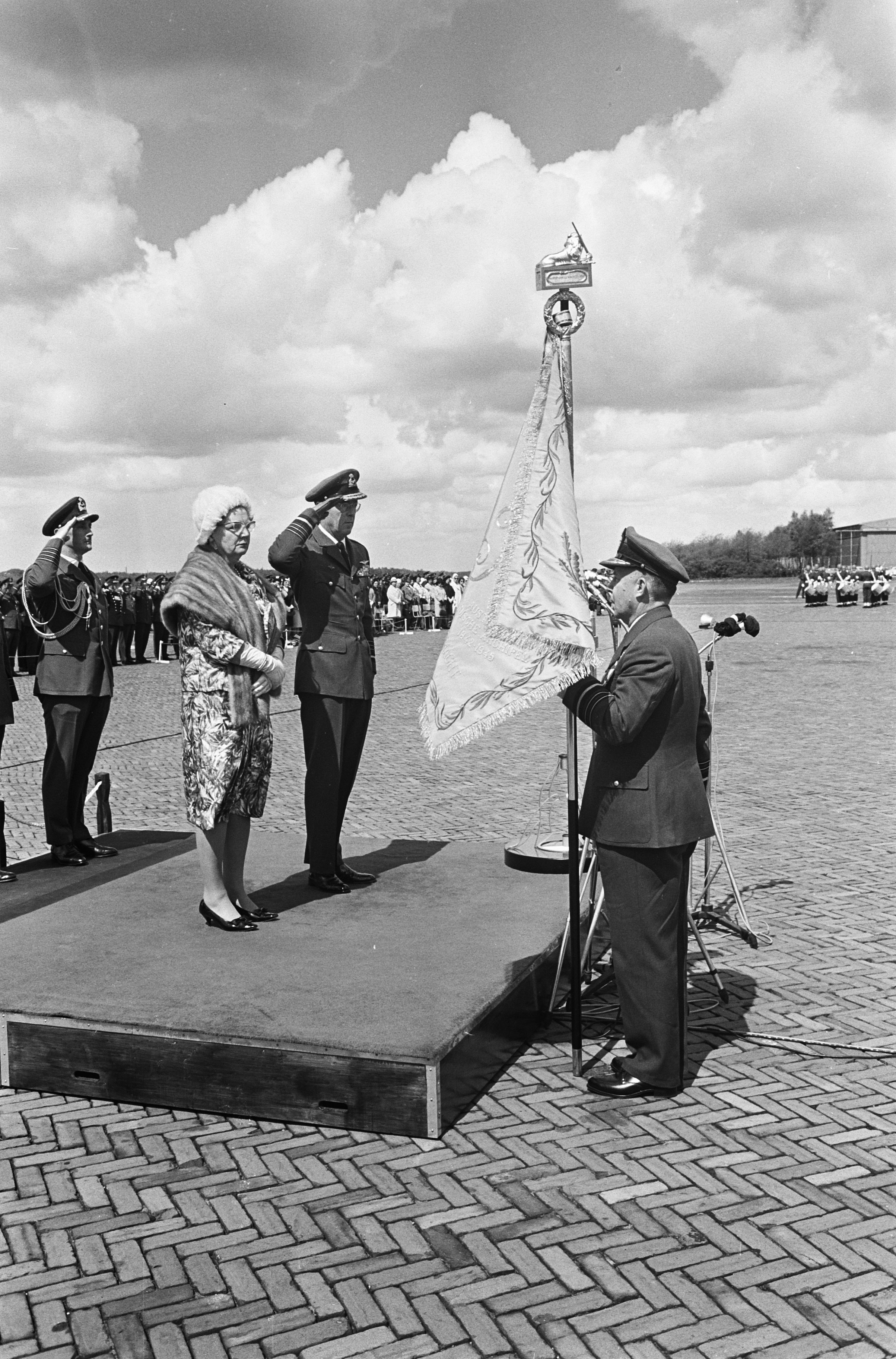
Koningin Juliana overhandigt het vaandel (19 mei 1965)

In 1951 kwamen de niet-operationele functies bij het luchtwapen voor het eerst beschikbaar voor vrouwelijke militairen.
Nadat de Koninklijke Luchtmacht (KLu) in 1953 officieel autonoom krijgsmachtdeel werd volgde oprichting van het Commando Luchtverdediging (CLV), bestaande uit een commandovoeringseenheid, 5 radarstations en 6 vliegende squadrons. Radaruitrusting en jagers waren allen afkomstig uit overtollige RAF voorraden. De Supermarine Spitfire Mk9 werd tot 1954 door 322 Squadron gebruikt, maar na activering van meer nieuwe squadrons werd dit toestel vervangen door de Gloster Meteor F Mk.4. Deze werd van 1948-1957 door 322, 323, 324, 325, 326, 327 en 328 Squadron gebruikt samen met de Gloster Meteor F Mk.8 van 1951-1958.
Na Nederlandse deelname aan de NAVO werd ook het Commando Tactische Luchtstrijdkrachten (CTL) opgericht. Dit bestond uit 7 aanvalssquadrons. 306, 311, 312, 313, 314, 315 en 316 Squadron, allen uitgerust met de Republic F-84 Thunderjet. De toestellen werden van 1952-1956 door de USAF i.h.k.v. het Mutual Defense Aid Program geleverd.
Van 1955-1964 opereerden de CLV squadrons met de Hawker Hunter F Mk.4 en van 1957-1968 opereerden 322, 324, 325 en 326 Squadron ook met de Hawker Hunter F Mk.6.
Later werd het CLV versterkt met 700, 701 en 702 Squadron die van 1955-1964 met de F-86K Sabre 'allweather' jager opereerden. De toestellen kregen van de vliegers de bijnaam "Kaasjager".
Van 1955-1970 gingen 311, 312, 313, 314, 315 en 316 Squadron over op de nieuwe Republic F-84F Thunderstreak en 306 Squadron op de fotoverkennerversie RF-84F Thunderflash.
Jachtvliegtuigen uit de periode 1950/60:

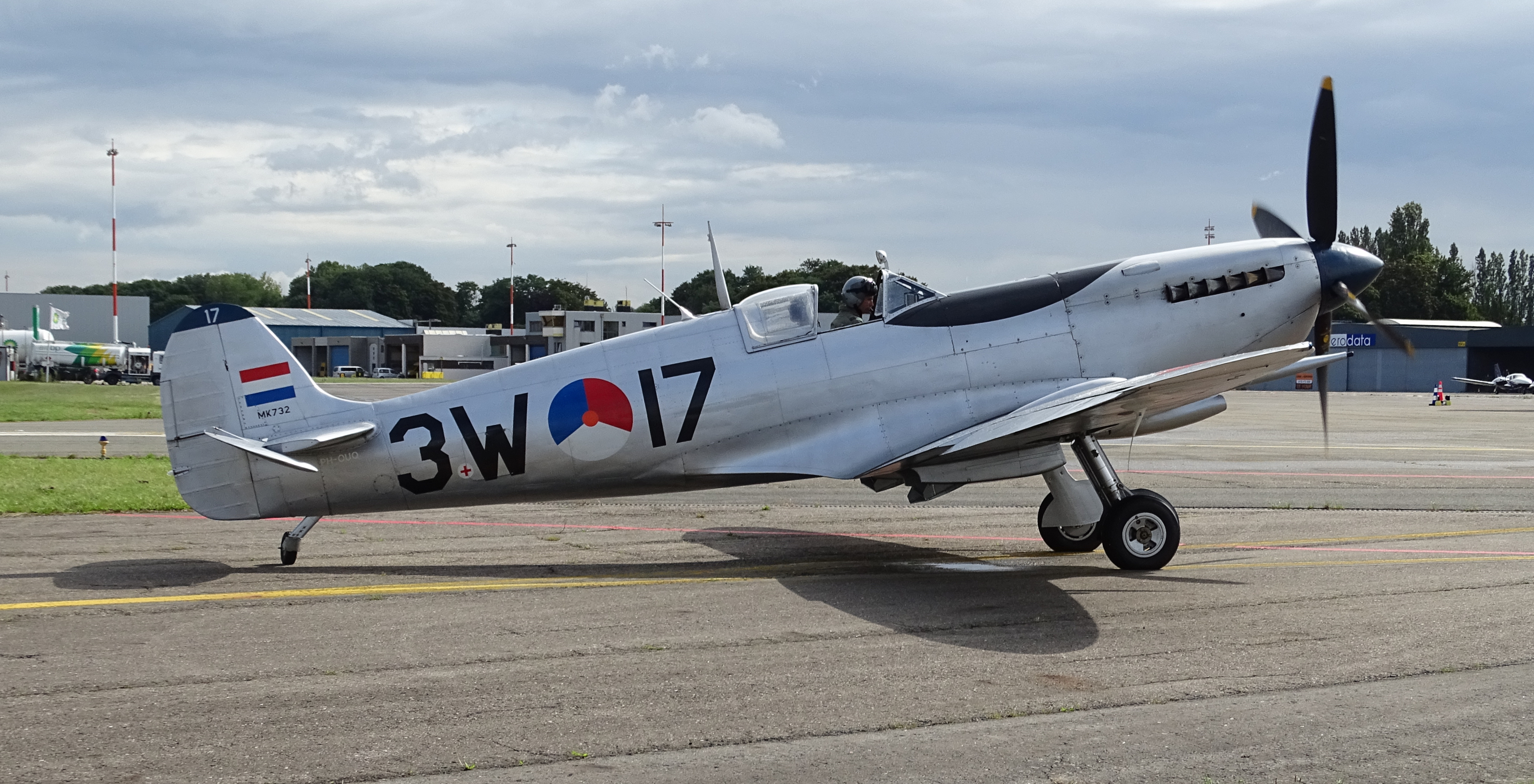
Supermarine Spitfire IX 1946-1954
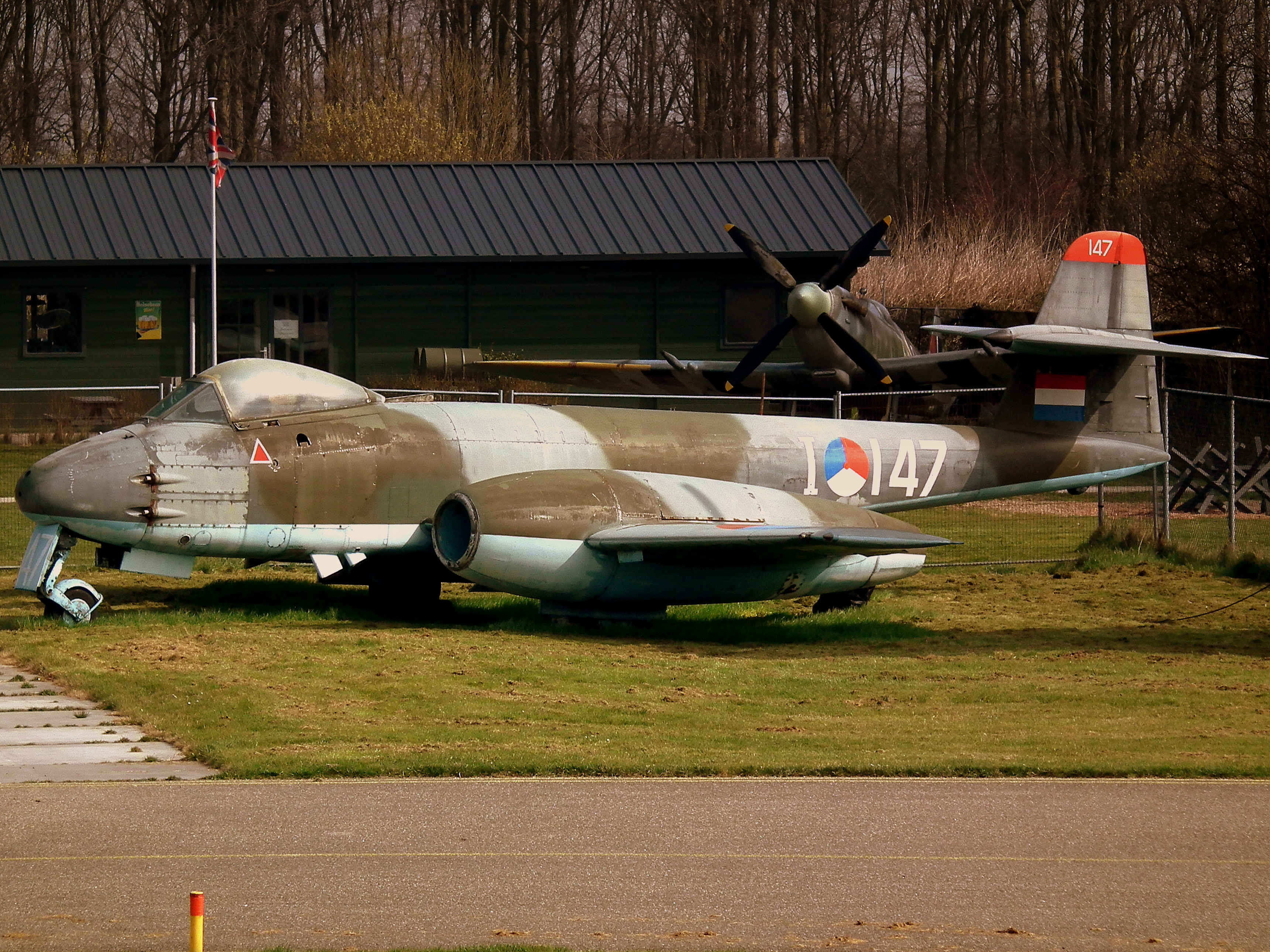
Gloster Meteor Mk 4/8 1948-1959
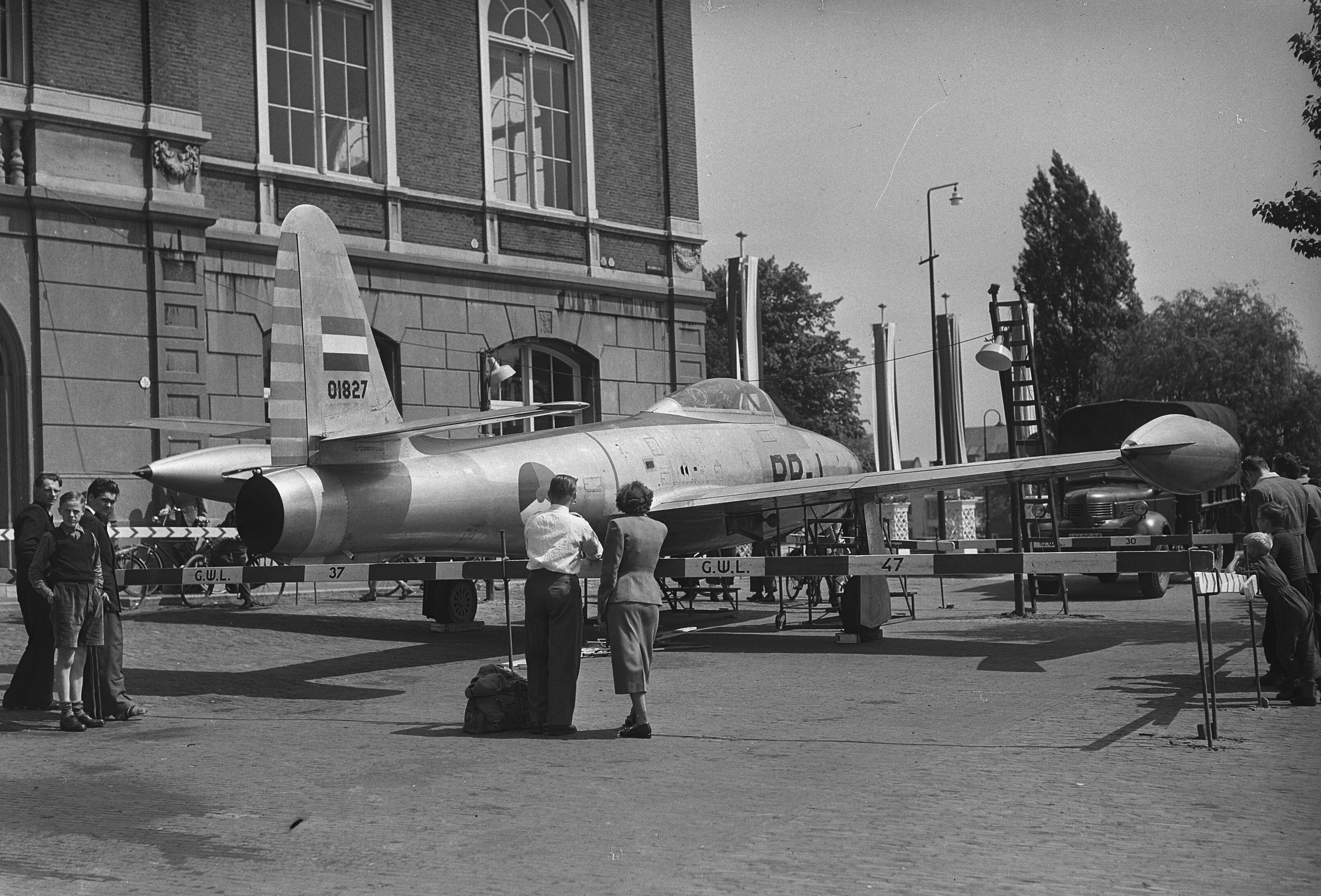
Republic F-84E/G Thunderjet 1952-1956
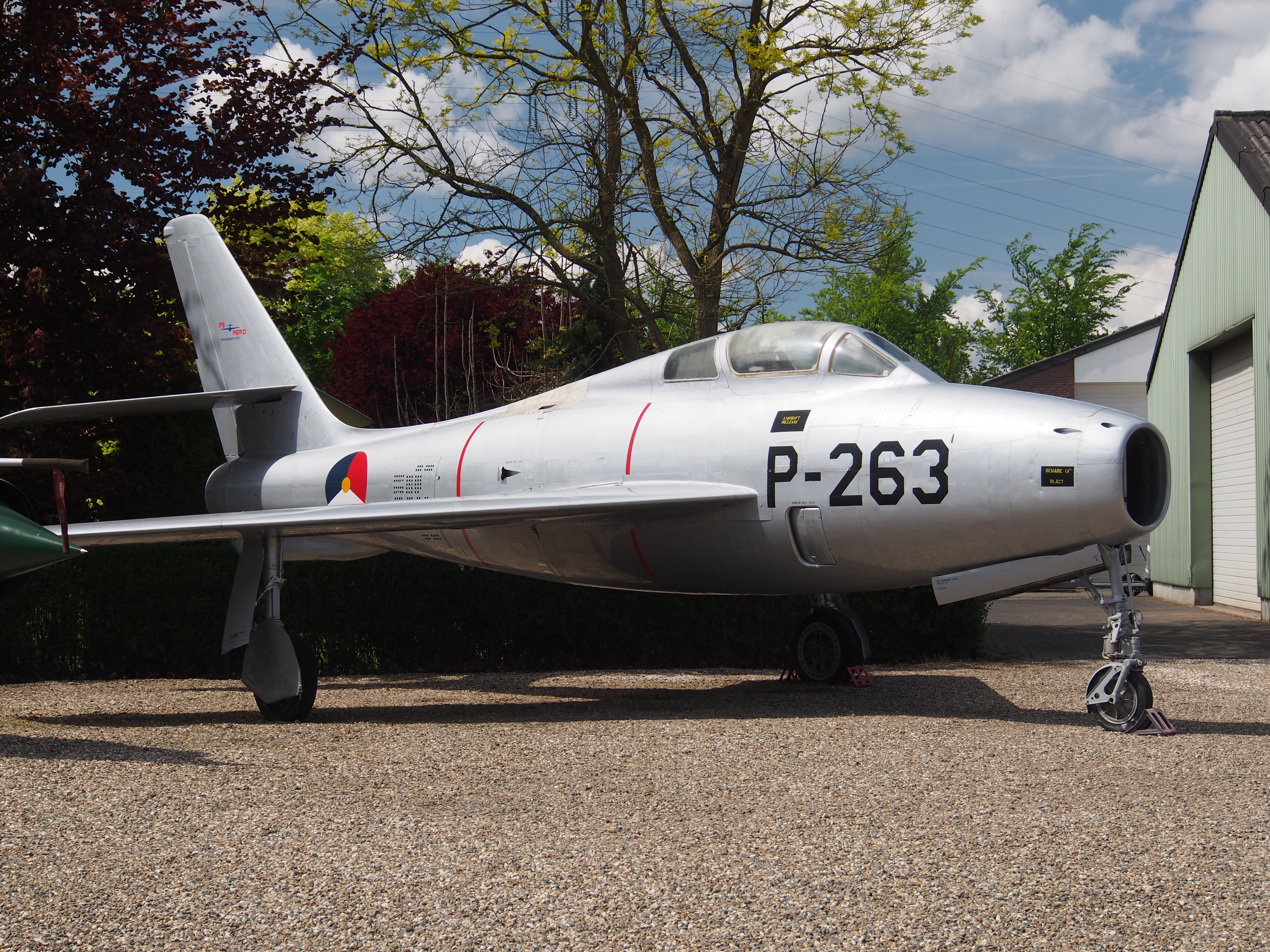
Republic F-84F Thunderstreak 1955-1970
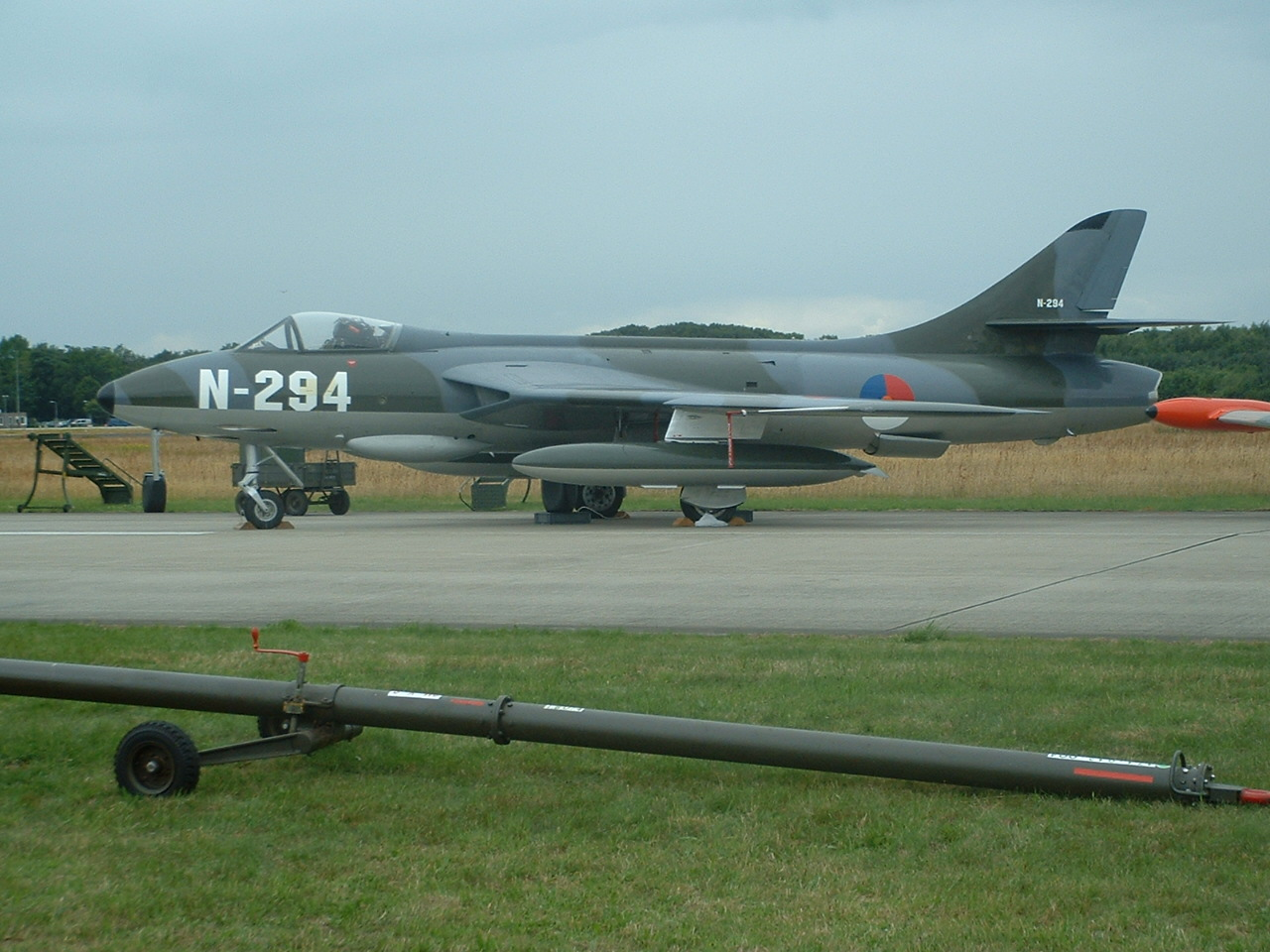
Hunter Mk 4/6 1955-1967
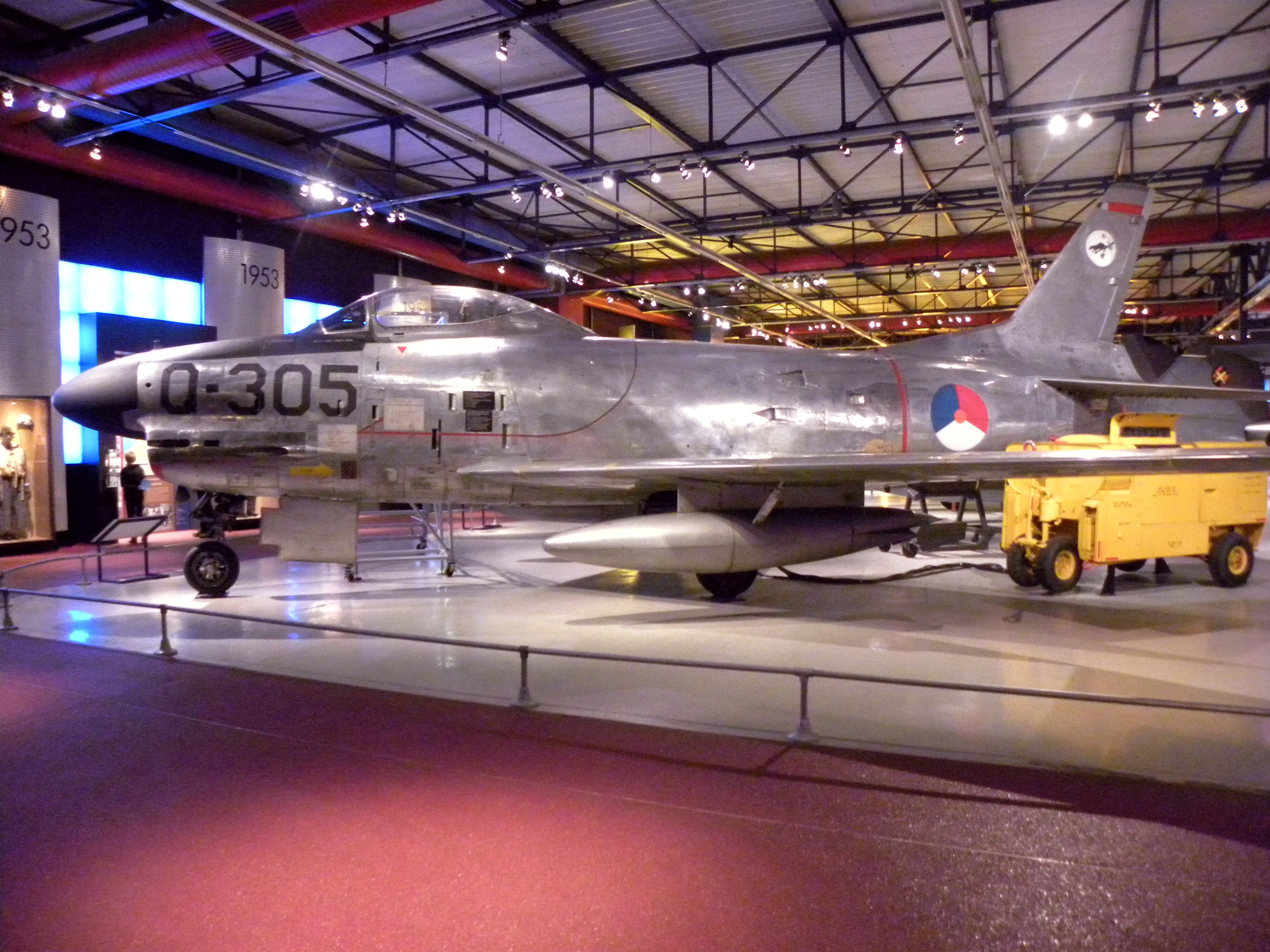
North American F-86K Sabre 1956-1964

### Nieuw-Guinea-conflict
De Indonesische regering claimde Nieuw-Guinea al vanaf het einde van de Tweede Wereldoorlog. De Nederlandse regering bestreed dit en bleef het gebied als Nederlands beschouwen. Jarenlange onderhandelingen leverden geen oplossing aan en de politieke spanning nam steeds meer toe toen Indonesië aan het einde van de jaren 1950 alle diplomatieke betrekkingen verbrak.
Als antwoord ontplooide Nederland in 1958 militaire versterkingen in Nieuw-Guinea waaronder een luchtmacht detachement dat belast werd met de luchtverdediging. Dit detachement werd gelegerd op Biak toen bleek dat Indonesische troepen hier infiltreerden ter voorbereiding van een grootschalige inval.
De eerste luchtmachtbijdrage werd een detachement van 37 man voor inrichting van 2 Marconi 15 Mk V-waarschuwingsradars op Biak en op het nabijgelegen eilandje Woendi. Dit waren apparaten uit de Tweede Wereldoorlog, die vanwege onbetrouwbaarheid binnen korte tijd werden vervangen door een SGR 114 en SGR 109.
Toen de politieke situatie tussen Nederland en Indonesië steeds slechter werd besliste de Nederlandse regering in 1960 opnieuw tot het zenden van versterking. Onder de codenaam Plan Fidelio werd de luchtmacht belast met het inrichten van het Commando Luchtverdediging Nederlands Nieuw-Guinea (CLV NNG). Dit omvatte
- een luchtverdedigingssquadron (322 Squadron) met 12 Hawker Hunter F Mk.4 toestellen en 2 Aérospatiale Alouette II SAR helikopters
- een radarnavigatiesysteem op Biak en
- een reserve-airstrip op het eilandje Numfur.[13]

De vliegtuigen en SAR-helikopters werden met het vliegkampschip Karel Doorman naar Zuidoost-Azië gebracht en een jaar later vond een extra aanvulling plaats van 12 Hawker Hunter F Mk.6 toestellen die meer brandstof konden vervoeren en dus een grotere reikwijdte hadden. De toestellen van 322 Squadron opereerden beurtelings vanaf Jefman Airstrip en Kaimana.
In augustus 1962 was Indonesië gereed om Nieuw-Guinea aan te vallen en de omvang van de Nederlandse versterkingen was onvoldoende om een grote aanval tot staan te brengen. Mede hierdoor en door politieke druk van de Verenigde Naties werd de Nederlandse regering gedwongen tot de overdracht van Nieuw-Guinea aan Indonesië. De terugtrekking van de Nederlandse militairen uit het gebied onder achterlating van veel vliegtuigen en voorraden werd in Indonesië beschouwd als een grote overwinning.
Het ontstaan van het 336 (transport) squadron is nauw verbonden met de operaties in Nieuw-Guinea. Meteen na oprichting werd het squadron ingezet in Nieuw-Guinea om het luchttransport over te nemen van de marine. 336 Squadron nam drie Douglas DC-3's van de marine en drie door de USAF geleverde toestellen over en opereerde vanaf de airstrip Mokmer. Hierbij werden van september 1961 tot september 1962 meer dan 5.400 passagiers en de nodige vracht vervoerd. Op 6 juni 1962 stortte een van de DC-3's in zee en ging verloren. De bemanning werd gered.

### Koude Oorlog vanaf 1960
Tijdens de Koude Oorlog was de Koninklijke Luchtmacht met 5 operationele raketgroepen (Groepen Geleide Wapens) in voormalig West-Duitsland en de jachtvliegtuigen in Nederland geïntegreerd in de West-Europese NAVO luchtverdediging tegen het Warschaupact. Zij namen door de jaren heen deel aan veel internationale alarmeringen, stand-by-diensten en oefeningen. Ook werd de luchtmacht nationaal ingezet bij de beëindiging van de treinkaping bij De Punt in 1977.
306, 311, 312, 322 en 323 Squadron opereerden opnieuw in gewijzigde configuratie van 1962-1984, nadat de dual role F-104 Starfighter was geïntroduceerd.
313, 314, 315 en 316 Squadron gingen van 1969-1991 over op de Northrop NF-5A/B, een in Canada in licentie gebouwde versie van de Northrop F-5A/B.
Vanaf 1979 werden de 9 genoemde squadrons uitgerust met de multirole F-16 Fighting Falcon. Ingaande 2019 zijn alleen 312, 313 en 322 Squadron nog operationeel.
Jachtvliegtuigen en video's uit de periode 1960/1980:

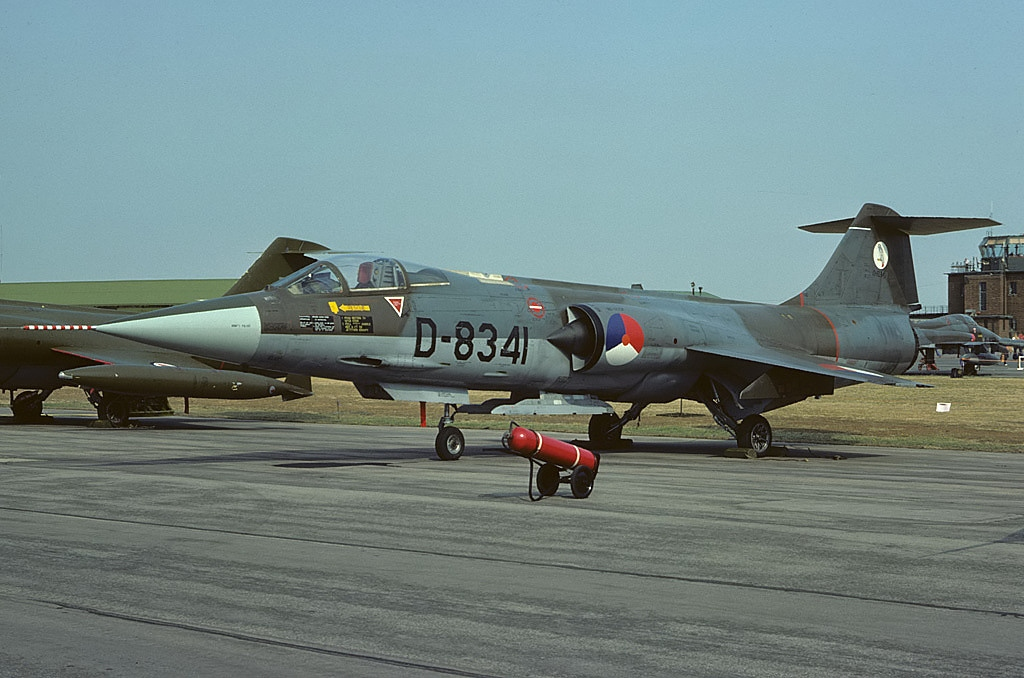
Lockheed F-104G Starfighter 1963-1984
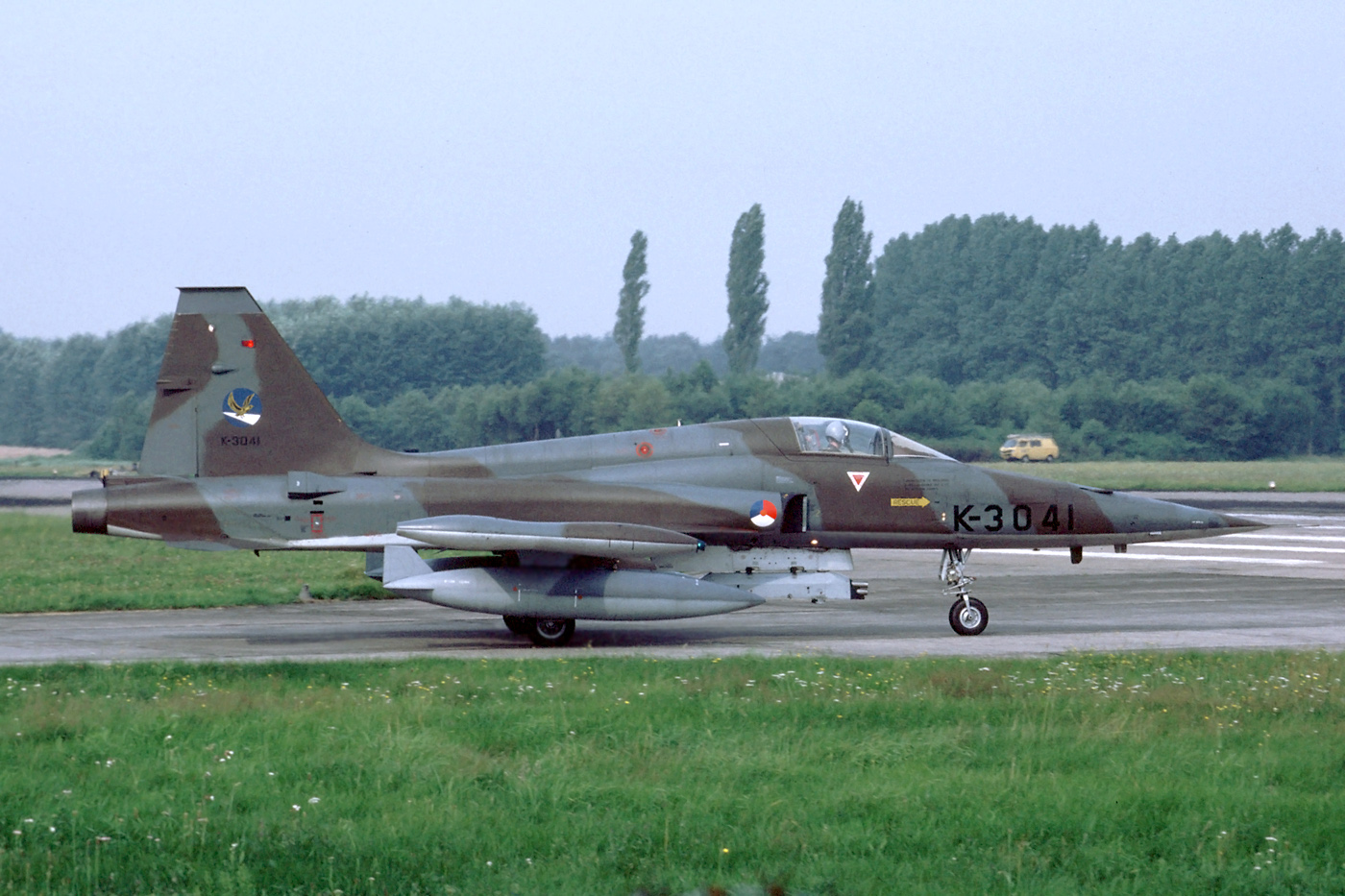
Canadair Northrop F-5 Freedom Fighter 1969-1991
- Bioscoopjournaal 1966. Survivaltraining vliegers in Noorwegen
- Bioscoopjournaal uit mei 1961. Koninklijke Luchtmacht show op vliegbasis Ypenburg met diverse vliegtuigen en helikopters.

### Periode vanaf 1989 (einde Koude Oorlog)

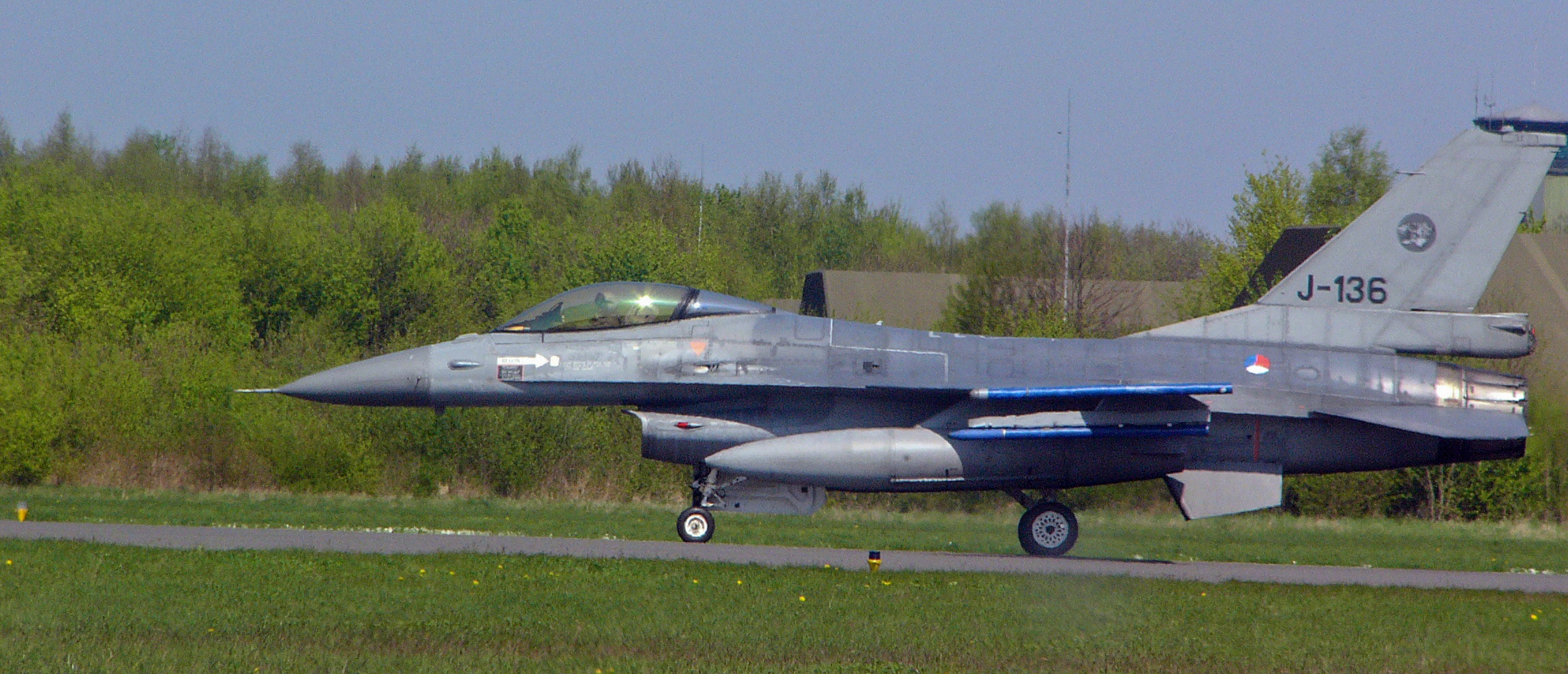
De F-16AM

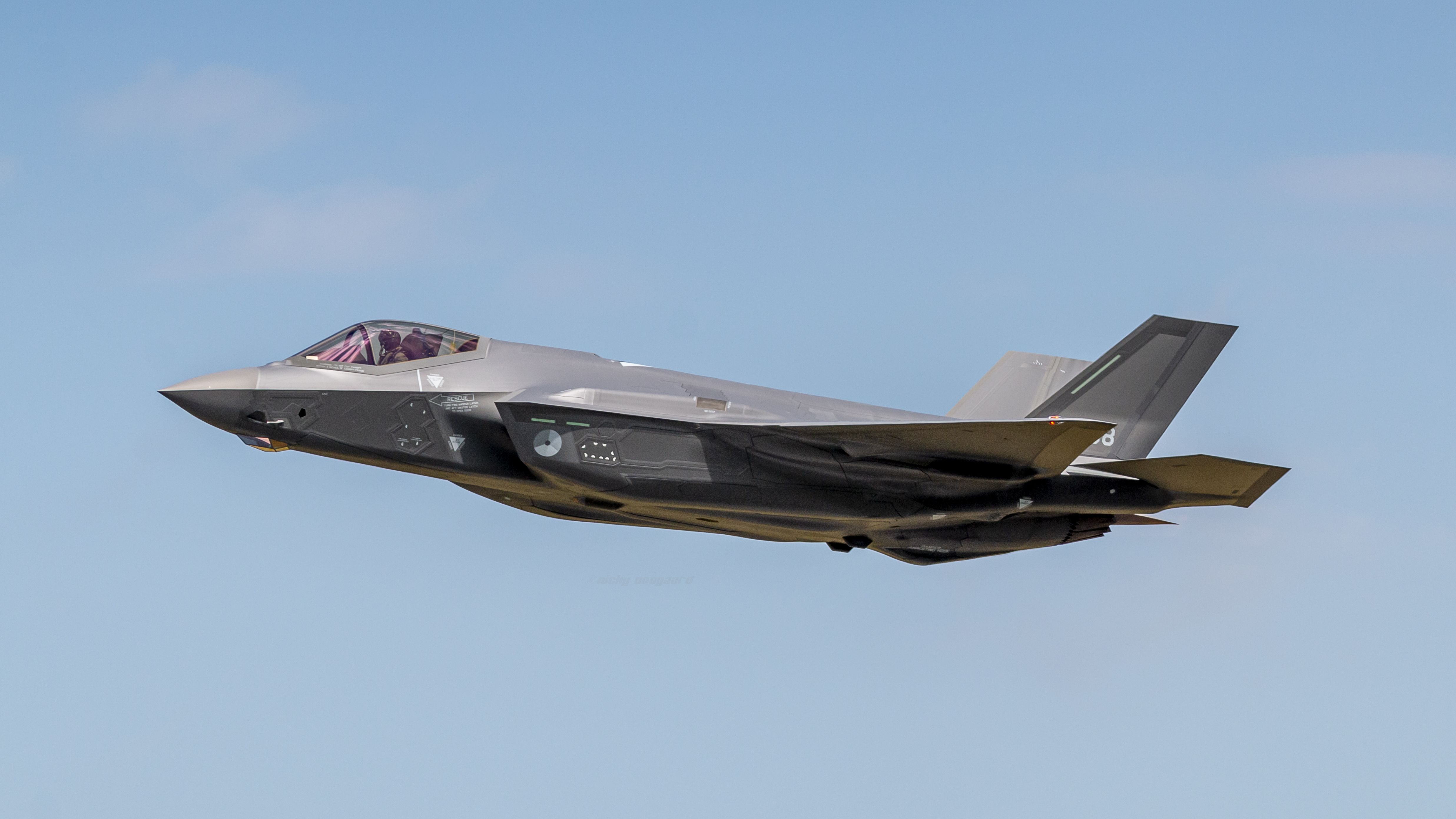
De F-35A

Belangrijke operaties na 1989 waaraan door CLSK eenheden wereldwijd werd deelgenomen (bron: MinDef; HKCLSK Afd. Voorlichting)
Afrika
- 1994  Rwanda – operatie Silverback – humanitaire missie
- 1994  Congo-Kinshasa – operatie Provide Care – humanitaire missie
- 1995  Angola – operatie Red Cross – humanitaire missie
- 2000  Sierra Leone – UNAMSIL – vredesoperatie
- 2000-2001  Eritrea – UNMEE – vredesoperatie
- 2001  Djibouti – UNMEE – vredesoperatie
- 2011  Libië – operatie Unified Protector – oorlogsoperatie
- 2012-2014  Somalië – operatie Atalanta/Operation Ocean Shield – antipiraterijmissie
- 2014-2017  Mali – MINUSMA – vredesoperatie
- 2017  Somalië – operatie Atalanta – antipiraterijmissie

Azië
- 1992-1993  Cambodja – UNTAC – vredesoperatie
- 1993-2000  Cambodja – CMAC – humanitaire missie
- 1998  Afghanistan – operatie Air Quake – humanitaire missie
- 1998  Indonesië – Bali Expres – humanitaire missie
- 2001-2003  Afghanistan – operatie Enduring Freedom – antiterrorismeoperatie
- 2002-2014  Afghanistan – ISAF – vredesoperatie

Europa
- 1991  Turkije – operatie Wild Turkey – vredesoperatie (bescherming bondgenootschappelijk NAVO grondgebied)
- 1991  Turkije – operatie Provide Comfort – humanitaire missie
- 1991-heden Balkan – ECMM/EUFOR/EUMM/EUPOL – vredesoperatie
- 1992-1995 Balkan – UNPROFOR – vredestaken
- 1993-1995 Balkan – operatie deny flight – vredesmissie
- 1994-1996  Georgië – OVSE – humanitaire missie
- 1994-1996 Balkan – ICFY – vredesoperatie
- 1995 Balkan – operatie Deliberate Force – vredesmissie
- 1995-1996 Balkan – operatie Joint Endeavour/operatie Decisive Endeavour/IFOR – vredesmissie
- 1996-1997  Moldavië – OVSE – humanitaire missie
- 1996-2001 Balkan – OVSE – humanitaire missie
- 1996-1998 Balkan operatie Joint Guard/operatie Deliberate Guard/SFOR – vredesmissie
- 1998-1999 Balkan – operatie Joint Forge/operatie Deliberate Forge/SFOR – vredesmissie
- 1998-1999 Balkan – NKVM/KVM – vredesoperatie
- 1999 Balkan – operatie Joint Forge/operatie Allied Force – oorlogsoperatie
- 1999 Balkan – operatie Provide Shelter – humanitaire missie
- 1999 Balkan – operatie Allied Harbour – humanitaire missie
- 1999-heden Balkan – operatie Joint Forge/operatie Joint Guardian/SFOR/KFOR – vredesmissie
- 2002 Balkan – operatie Amber Fox – vredesoperatie
- 2003  Turkije – operatie Tulip Guardian/operatie Display Deterrence – vredesmissie
- 2013-2015  Turkije – operatie Active Fence – NAVO-bescherming tegen Syrische aanvallen

Midden-Oosten
- 1956-heden  Libanon – UNTSO – vredesoperatie
- 1982-1995  Egypte – MFO – vredesoperatie
- 1991  Israël – operatie Diamond Patriot – oorlogsoperatie
- 1991-1998  Irak – UNSCOM – vredesoperatie
- 2002-2003  Irak – SFIR – vredestaken
- 2015-2019  Jordanië – ATF Middle East – oorlogsoperatie tegen Islamitische Staat (in Irak en de Levant)

Noord-Amerika
- 2001-2002  Verenigde Staten – operatie Eagle Assist – antiterrorisme

Zuid-Amerika
- 1995  Haïti – UNMIH – vredesoperatie
- 1995 Nederlandse Antillen – orkaan Luis – humanitaire operatie
- 1998  Honduras – orkaan Mitch – humanitaire missie
- 1998 Nederlandse Antillen – orkaan George – humanitaire missie
- 1999 Nederlandse Antillen – orkaan Lenny – humanitaire missie
- 2017 Nederlandse Antillen – orkaan Irma – humanitaire missie
- 2018  Bahama's – orkaan Dorian – noodhulpmissie

Na 2014
Van 2014-2017 werd een detachement van drie Chinook en vier Apache helikopters met tachtig man personeel ingezet ter ondersteuning van de VN operatie MINUSMA in Mali. In 2015 is tijdens deze missie bij een schietoefening een AH-64D Apache neergestort, waarbij de bemanning omkwam.
Van 2015-2019 was een detachement van 150 man als Air Task Force Middle East ingezet met 6 F-16's (4 operationeel en 2 reserve) in de oorlog tegen IS in Irak en Jordanië. In januari 2019 kwam aan de laatste F-16 inzet een einde.

## Huidige organisatie
Het einde van de Koude Oorlog had voor de luchtmacht ingrijpende gevolgen. Van de oorspronkelijke 9 jachtsquadrons werden diverse opgeheven en verkleind en uitsluitend bestemd voor opleidingen. Wapensystemen werden uitgefaseerd en verkocht en ondersteunende onderdelen werden opgeheven. De immer doorgaande bezuinigingsrondes op de krijgsmacht beperkten strategie, sterkte en inzetmogelijkheden van het CLRS. De resterende organisatie in Nederland is de navolgende.

### Het Commando Lucht- en Ruimtestrijdkrachten

Embleem van het Commando Lucht- en Ruimtestrijdkrachten.

De structuur werd na de Tweede Wereldoorlog grotendeels overgenomen van de RAF en is als volgt.
- Het “Commando Lucht- en Ruimtestrijdkrachten”, met hoofdkwartier in Breda, staat onder leiding van de C-LRS die belast is met het leiding geven aan zijn staf, het bewaken van de tradities van het Commando Lucht- en Ruimtestrijdkrachten en het optreden als hoogste autoriteit bij luchtoptreden. Op 1 juli 2025 heeft er een naamsverandering plaatsgevonden van het Commando Luchtstrijdkrachten (CLSK) naar het Commando Lucht- en Ruimtestrijdkrachten (CLRS).
- De luchtmachtstaf ondersteunt de C-LRS en bestaat uit het Kabinet; de Luchtmachtraad; de afdelingen Strategie & Advies, Integratie en Financial Control; het Innovatiecentrum Air; de Stafgroepen Juridische Zaken, Safety en de Directies Operaties; Personeel & Bedrijfsvoering en Materiële Instandhouding.
- 9 Domeinen, elk geleid door een Domein Manager (Besturen; Operatien; Financiën en Control; Materieellogistiek; Gezondheidszorg; Personeel en Organisatie; Beveiliging; Informatielandschap en Safety). De sterkte van de staf is circa 650 personen.
- De luchtmachtonderdelen zijn verspreid door het land. Dit zijn alle vliegbases, logistieke en opleidingseenheden. De gemiddelde sterkte van een onderdeel hangt af van taak en grootte en kan liggen tussen 400 - 2000 personen.
- Een wing is een samenvoeging van meerdere squadrons met gelijkwaardige taken en heeft een gemiddelde sterkte is circa 700 personen.
- Een squadron is een operationele of niet operationele eenheid met al het hierbij behorend personeel en materieel. Dit kan een eenheid zijn met een vliegende taak maar ook met ondersteunende of faciliterende taak (bijvoorbeeld onderhoud, platformtaak, logistiek of opleiding). De gemiddelde sterkte hangt af van taak en omvang van het squadron en kan liggen tussen de 50 tot 200 personen.
- Een squadron kan verder onderverdeeld zijn in afzonderlijke flights (4 toestellen onder de vlieger met hoogste rang of anciënniteit), vluchten of afdelingen onder een officier of onderofficier.
- Een detachement, een voor een specifiek doel samengestelde eenheid, b.v. uitzending. Een detachement bestaat uit personeel van diverse dienstvakken en evt. andere krijgsmachtdelen. Eindverantwoordelijk is een detachementscommandant en zijn rang hangt af van de taak en omvang van het detachement.

### Organogram
| Opbouw Commando Lucht- en Ruimtestrijdkrachten                              | Organisatie eenheden |
| --------------------------------------------------------------------------- | --- |
| Commandant Lucht- en Ruimtestrijdkrachten Luitenant-generaal André Steur    | Kabinet Afdeling Strategie & Advies Afdeling Integratie Innovatiecentrum Air Stafgroep Juridische Zaken Stafgroep Safety Afdeling Financial Control Directie Operaties Directie Personeel & Bedrijfsvoering Directie Materiële Instandhouding Luchtmachtraad |
| Commandant Vliegbasis Leeuwarden                                            | 306 Sqn (verwerking, exploitatie en verspreiding inlichtingen) 322 Sqn (F-35A vliegoperaties) 920 Sqn (technisch/elektronisch onderhoud) 921 Sqn (logistieke ondersteuning en onderhoud gronduitrusting) 922 Sqn (vliegbasis platformtaken) |
| Commandant Vliegbasis Volkel                                                | 312 Sqn (F-35A vliegoperaties) 313 Sqn (F-35A vliegoperaties) 640 Sqn (vliegbasis platformtaken) 900 Sqn (vliegtechnisch en bewapeningsonderhoud) 901 Sqn (centrale logistiek) |
| Commandant Vliegbasis Eindhoven                                             | 334 sqn (KDC10, Gulfstream en Dornier vliegoperaties) 336 Sqn (Hercules/Airbus 330 vliegoperaties) 940 Sqn (logistieke ondersteuning) 941 Sqn (vliegbasis platformtaken) 942 Sqn (onderhoud vliegtuigen, voertuigen en grondsystemen) |
| Commandant Defensie Helikopter Commando                                     | Vliegbasis Gilze-Rijen Vliegbasis Deelen 298 Sqn (Chinook vliegoperaties) 299 Sqn (opleidingen helikopters) 300 Sqn (Cougar vliegoperaties) 301 Sqn (Apache vliegoperaties) 302 Sqn (training USA) 930 Sqn (onderhoud helikopters) 931 Sqn (vliegbasis platformtaken) 7 Squadron (alle opleidingen NH90) 860 Sq (maritieme helikoptertaken) 990 Sq (onderhoud maritieme helikopters)                                              |
| Commandant Air Operations Control Station Nieuw Milligen                    | 710 Sqn (Air Command & Control) 711 Sqn (begeleiding militair en civiel luchtverkeer vanuit Schiphol) 970 Sqn (logistiek, techniek en basisdiensten) Opleidingscentrum School of Air Control Nationale Datalink Management Cel |
| Commandant Koninklijke Militaire School Luchtmacht / Vliegbasis Woensdrecht | Joint Meteorologische Groep Logistiek Centrum Woensdrecht 130 sqn (algemene militaire opleidingen) 131 sqn (elementaire militaire vlieger opleiding) 132 sqn (instructeurs opleiding) 133 sqn (technische, elektronische en brandweer opleidingen) 961 sqn (vliegbasis platformtaken) 980 sqn (Vliegtuig- en Helikopteronderhoud) 981 sqn (Componentenonderhoud) 982 sqn (Technologie en Missieondersteuning) 983 sqn (Logistiek) |
| Commandant Centrum voor Mens en Luchtvaart                                  | Vliegmedische keuring Specialistische vlieggerelateerde opleiding / training Operationele training gezondheidszorg Wetenschappelijk onderzoek en advies |
| Commandant Groep Luchtmacht Reserve                                         | Stafgroep, planning 519 Sq (5 vluchten) 520 Sq (4 vluchten) |

### Inzetbaarheidsdoelstellingen
Deze omvatten de bescherming van het Koninkrijk en bondgenootschappelijke grondgebied, de bescherming en bevordering van internationale rechtsorde en stabiliteit en de ondersteuning van civiele autoriteiten bij nationale en internationale rechtshandhaving, rampenbestrijding en humanitaire hulp.
De hiervoor beschikbare inzetcapaciteit is afhankelijk van de personeelsvulling en het beschikbare budget. Met het verschijnen van de Defensienota 2018 zijn deze als volgt:
1. Te leveren offensieve en defensieve capaciteiten:
- Tijdens implementatie van de F-35A's kortstondige inzet met 4 jachtvliegtuigen
- Na volledige vervanging door F-35A's langdurige inzet met 4 jachtvliegtuigen

2. Te leveren ondersteunende capaciteiten:
- Kortstondige mogelijkheid tot bijtanken in de lucht
- Langdurige strategische en tactische airliftmogelijkheid t.b.v. gecombineerde operaties
- Langdurige tactische helikopterondersteuning t.b.v. gecombineerde operaties

3. Ten behoeve van de nationale en koninkrijkstaken te leveren:
- 2 jachtvliegtuigen en gevechtsleiding voor bewaking Benelux luchtruim (Quick Reaction Alert)
- Coördinatie en aansturing Host Nation Support

### Buitenlandse stationering
Een aantal luchtmachtmilitairen is voor een bepaalde periode met of zonder gezin elders ter wereld geplaatst. Dit kan zijn bij bepaalde commando's, hoofdkwartieren, ambassades, als contactpersoon bij de industrie, maar ook bij detachementen t.b.v. opleidingen, aanvullende training of technische evaluaties. Deze plaatsingen zijn in:
België
- Supreme Headquarters Allied Powers Europe (SHAPE) in Mons bij een der NAVO hoofdkwartieren.
- NAVO HQ Brussel. Het politiek NAVO hoofdkwartier.

Duitsland
- HQ Allied Air Command Ramstein. Hoofdkwartier NAVO luchtmachtzaken.
- Combined Air Operations Centre Uedem (CAOC-U). NAVO-commandocentrum luchtoperaties.
- Joint Air Power Competence Centre (JAPCC) Kalkar. Expertise centrum voor ontwikkeling NAVO luchtstrijdkrachten.
- NATO Airborne Early Warning Force Geilenkirchen. Personeel t.b.v. AWACS radarvliegtuigen.
- Luftwaffenführungskommando Keulen. Luftwaffe hoofdkwartier contactpersoon.

Griekenland
- NATO Missile Firing Installation (NAMFI) Kreta. Schietrange voor luchtverdedigingswapens. Ook krijgen alle Nederlandse militairen na uitzending een adaptatieprogramma op Kreta.

Hongarije
- Heavy Airlift Wing (HAW) Pápa. Beheer voor de 12 deelnemende landen. Nederland levert een eigen detachement.

Italie
- HQ Allied Joint Force Command Napels. Een der NATO-hoofdkwartieren.

Verenigd Koninkrijk
- European Air Group High Wycombe. Organisatie van landen die nauw met elkaar samenwerken op luchtmachtgebied.

Verenigde Staten
Vanwege de vergeleken met Nederland ongekende trainingsmogelijkheden (omvang gebied, schiet- en laagvliegfaciliteiten en geluidsrestricties) bestaan er diverse CLRS opleidingsdetachementen. De cursisten zijn er voor de cursusduur gedetacheerd; het vaste personeel is er voor 3 tot 5 jaar met of zonder gezin geplaatst. Dit zijn de locaties:
- Sheppard Air Force Base Texas (initiele jachtvliegeropleiding)

Het vaste detachement is 20 personen. In het Euro-NATO Joint Jet Pilot Training Program (ENJJPT) worden circa 10 Nederlandse vliegers per cyclus initieel opgeleid tot jachtvlieger. Dit gaat in de T-6A Texan en de T-38C Talon. Na slaging voor ENJJPT volgt de F-16-opleiding (zie Tucson).
- Tucson Air National Guard Base Arizona (opleiding F-16)

Het vaste detachement bestaat uit 10 personen en Nederlandse F-16´s t.b.v. F-16-type-opleiding voor nieuwe F-16-vliegers; transitie voor buitenlandse exchangevliegers en Nederlandse vliegers met verlopen F-16-currency; opleiding F-16-vliegerinstructeur en standaardtraining Nederlandse jachtvliegers om de minimale operationele vliegvaardigheid op peil te houden (circa 2 weken per jaar).
- Fort Rucker Alabama (helikopteropleiding)

Het vaste detachement is 7 personen. Jaarlijks volgen 22 personen de vliegopleiding in de Initial Entry Rotary Wing (IERW). De eerste fase in de opleiding tot helikoptervlieger met de TH-67-trainingshelikopter. Na de IERW stromen de cursisten door naar opleidingen voor de Apache of de Chinook. Vliegers voor de Cougar of NH90 volgen de Blackhawk-opleiding. Na slaging krijgen de cursisten zowel de Nederlandse vliegerwing als de US Army Aviation Wing. Ook volgen jaarlijks 2 operationele Apachevliegers en 2 Chinookvliegers de aanvullende opleiding tot Maintenance Test Pilot.
- Fort Hood Texas (Apache & Chinook training)

Het vaste detachement van het Joint Netherlands Training Detachment Fort Hood (Texas) bestaat uit 6 personen. Deze verzorgen met 8 Nederlandse Apache- en 6 Chinookhelikopters de aanvullende typetrainingen voor deze helikopters. Na behalen van de IERW (Fort Rucker) volgen jaarlijks 8 cursisten de Initiële Missie Kwalificatie Training, waarbij getraind wordt op gevechtsmissies. 302 Squadron verzorgt ook jaarlijks 5 trainingen voor operationele helikopterbemanningen samen met luchtmobiele eenheden.
- Fort Sill Oklahoma (opleiding grondgebonden luchtverdediging)

Diverse opleidingen voor de PAC-3 Patriot grondgebonden luchtverdediging vinden sinds 2009 plaats bij de US Army Air Defense Artillery School / 6 Air Defense Artillery Brigade. Hier onderhoudt een luchtmachtofficier contacten met de US Army-geleidewapencollega's en coördineert hij trainingen en praktijkopleidingen voor het Nederlandse geleidewapenpersoneel.
- Holloman Air Force Base New Mexico (opleiding MQ-9 Reaper)

In december 2018 zijn de opleidingen voor MQ-9 Reaper vlieger en sensoroperator gestart. Deze duurt circa 6 maanden en het personeel is hiervoor gedetacheerd bij 49 Wing Operations Support Squadron. Vlieger en de sensoroperator werken naast elkaar vanuit het Ground Control Station (GCS); de eigenlijke cockpit van de Reaper. In de opleiding leren zij het toestel via satellietverbinding te besturen en middels de beschikbare sensoren informatie te vergaren.
- Eglin Air Force Base Florida (F-35-opleiding)

De eerste Nederlandse F-35-opleidingseenheid werd in 2014 opgericht en bestaat uit 25 militairen die een opleiding volgen voor de F-35 Lightning II die de F-16 zal vervangen. Personeel en toestellen maken tijdelijk deel uit van USAF 33 Fighter Wing / 58 Fighter Squadron [23] dat de training voor de USAF- en NAVO-vliegers verzorgt.
- Edwards Air Force Base Californie (F-35 OT&E)

Het Nederlandse 323 Squadron is verantwoordelijk voor de operationele test- en evaluatiefase (OT&E) waarbij het toestel door diverse luchtmachten wordt getest. Daarna keert het squadron als Operationele Conversie Unit terug naar Leeuwarden.
Sinds 1983 levert de luchtmacht ook vliegers, gevechtsleidings en onderhoudspersoneel voor de Boeing E-3A Sentry AWACS-vliegtuigen die worden ingezet door de NAVO. De thuisbasis van deze toestellen is NATO Airbase Geilenkirchen.

### Benelux-samenwerking
Naar analogie van de Benelux-samenwerking tussen de zeestrijdkrachten (BeNeSam) hebben de regeringen van de Benelux-landen het plan opgevat ook te streven naar samenwerking tussen de luchtstrijdkrachten. Het streven is om in de toekomst te komen tot een Benelux-helikoptercommando. Ook wordt een studie uitgevoerd naar een gecombineerde eenheid voor opleiding en training van overlevingstechnieken voor vliegtuigbemanningen. Aanvankelijk zou dit onder binationaal commando moeten staan, maar op termijn eventueel onder een Benelux-commando. Inmiddels zijn de volgende stappen ondernomen:
- In oktober 2013 is door de Belgische en Nederlandse ministers van defensie een "Letter of Intent" ondertekend over het gezamenlijk uitvoeren van de luchtruimbewaking, de Quick Reaction Alert, boven de Benelux. In maart 2015 werd het verdrag[20] ondertekend in Den Haag en is het in eind 2016 effectief geworden.[21] Gelijktijdig werd in 2015 bepaald dat Nederlandse blushelikopters van Defensie ook ingezet kunnen worden bij de bestrijding van branden in België.
- In oktober 2013 hebben de commandanten van de Belgische en Nederlandse luchtstrijdkrachten een overeenkomst getekend over de uitwisseling van vliegers en over inrichting van een "Belgian-Netherlands Coordination Cell" (BENECC) om de training en operationele inzet van de helikoptereenheden te coördineren. Beide landen houden reeds gezamenlijke oefeningen. Ook worden nu gevechtsleiders-in-opleiding onderling uitgewisseld. De gezamenlijke training op en het gezamenlijke onderhoud van de NH90-helikopter worden verder uitgewerkt.
- In februari 2014 is op de Vliegbasis Woensdrecht de "Binationale Logistieke Cel NH90" (BNLC) opgericht, waarmee Nederland en België streven naar het verlagen van de instandhoudingskosten van de NH90. Het doel van dit common spares management project is om bij minimale kosten de hoogst mogelijke inzetbaarheid van de NH90 te bereiken door pooling van onderdelen. In eerste instantie is dat op beperkte schaal, omdat België een onderhoudscontract met NHI had, maar eind 2016 is dit een volledige samenwerking geworden. Tevens wordt onderzocht om het hoger echelon onderhoud van NH90 gezamenlijk bij het Logistiek Centrum Woensdrecht uit te voeren, al dan niet in samenwerking met de industrie.
- In september 2015 maakte de Belgische geneesheer-brigadegeneraal Pierre Neirinckx, commandant van de Medische Component, een Benelux-akkoord officieel door de ingebruikname van de Patient Transport Unit (PTU). De Benelux-landen werken voortaan samen bij medische evacuaties via de lucht en zullen het personeel dat met de module moet werken samen opleiden en trainen.
- Luxemburg heeft alleen een landmacht.[22] Luxemburg heeft met behulp van de Belgische Luchtcomponent wel een Airbus A400M transportvliegtuig aangeschaft. Dit toestel moet in 2019 aan Luxemburg worden geleverd.
- Op 28 juli 2016 werd bekend dat vanaf 2020 de twee bestaande Nederlandse KDC-10-tankvliegtuigen gefaseerd worden vervangen door twee Airbus A330 MRTT-tanker/transportvliegtuigen. De toestellen zullen gezamenlijk worden aangeschaft met Luxemburg.[23] België heeft inmiddels de intentie uitgesproken om toe te treden tot deze Nederlands-Luxemburgse tanker- en transportvliegtuigpool. Op 16 februari 2017 heeft België hiertoe tijdens een NAVO-top een officiële intentieverklaring getekend om in te stappen in het aankoopprogramma en één Airbus A330 MRTT tanker-transportvliegtuig aan te schaffen.[24][25] Op 14 februari 2018 heeft België formeel de intentieverklaring omgezet in een officiële deelname in de samenwerking en 1 A330 MRTT besteld. Deze zal worden gestationeerd op de Vliegbasis Eindhoven.[26]

## Historische luchtmachtonderdelen

### Geleide wapens

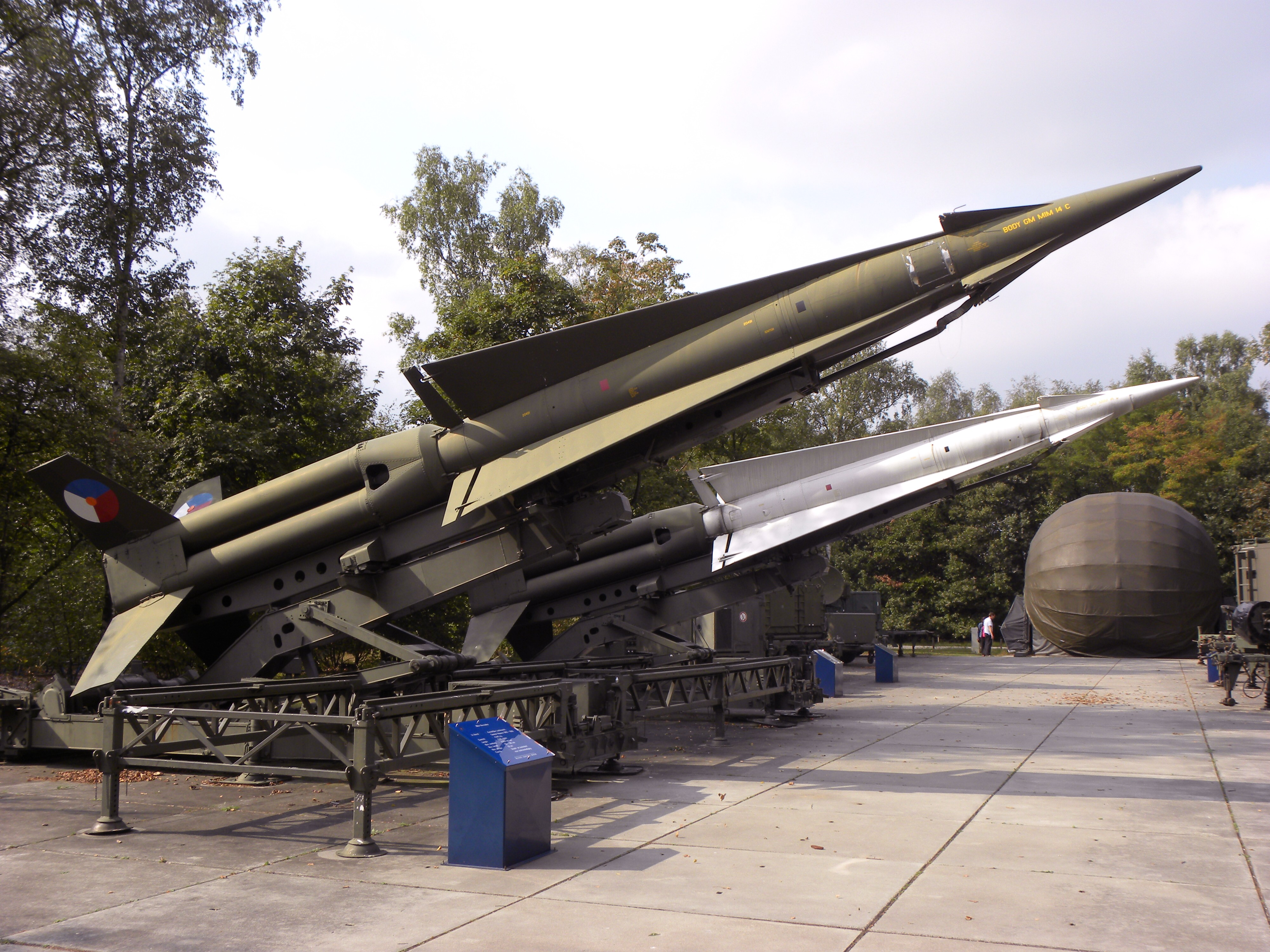
Western Electric Nike Hercules

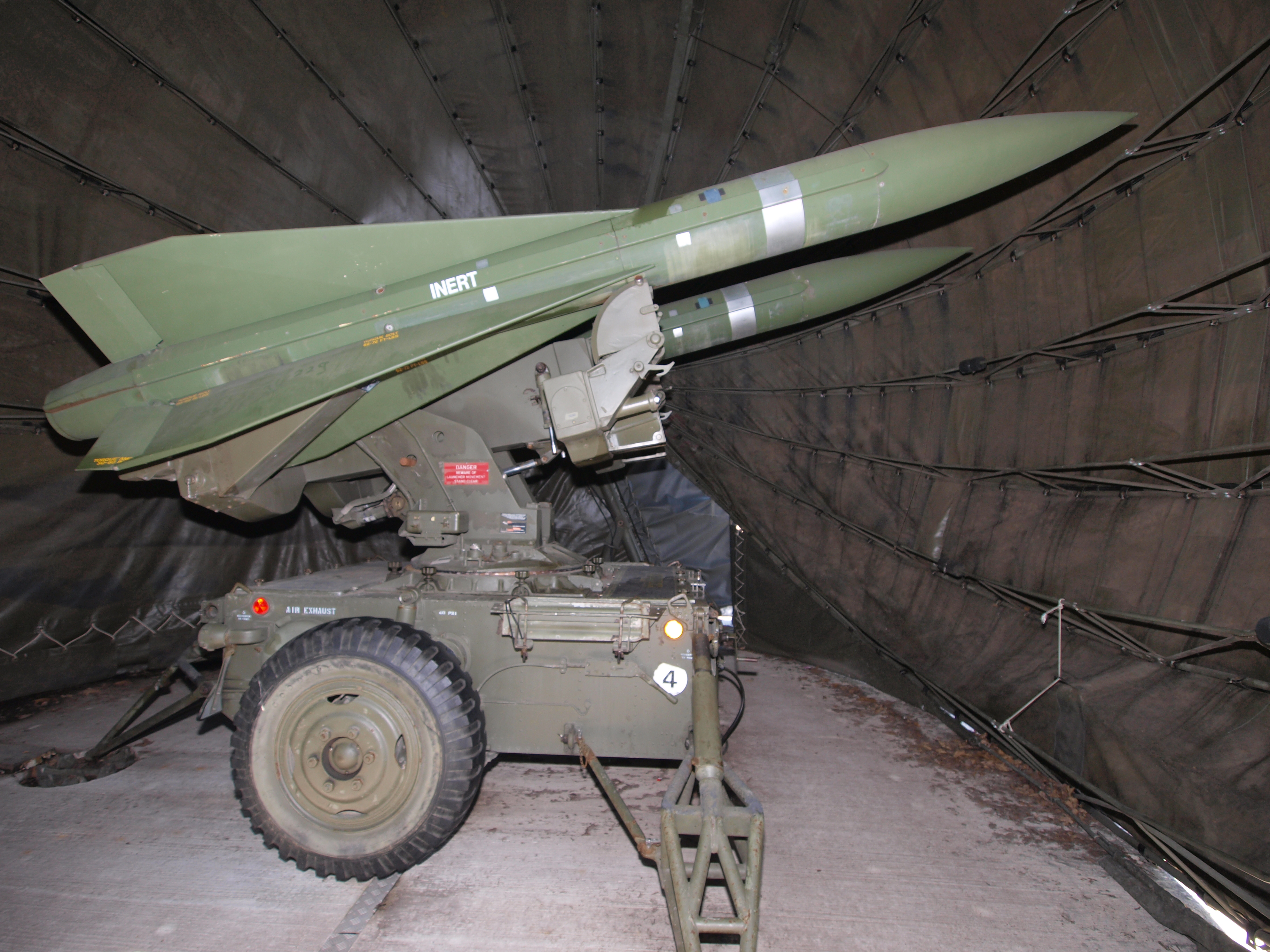
Raytheon Hawk

Vanaf het begin van de jaren 1960 nam de luchtmacht ook deel aan de NAVO-luchtverdediging die in gordels van Noorwegen tot in Turkije werden ingericht. Dit gebeurde met de Nike Ajax, later vervangen door de Nike Hercules, tegen middelhoog- en hoogvliegende doelen en de HAWK-luchtdoelraketten tegen laagvliegende doelen. Voor nabijverdediging waren de M-55 Vierling-mitrailleurs, later de Bofors 40L70-kanonnen en vanaf de jaren 1980 ook de van de schouder af te vuren FIM-92 Stinger beschikbaar.
Er werden twee statische groepen met Western Electric Nike Hercules-raketten, een Groep Techniek en Materieel en drie mobiele groepen met Raytheon HAWK-raketten uitgerust. Elke groep bestond uit vier squadrons en alle eenheden waren in West-Duitsland gelegerd.
Het uitrusten van 20 operationele en 4 logistieke squadrons kostte zoveel mankracht, dat men in het kader van de Defensienota 1974 een bezuinigingsreorganisatie uitvoerde. De Groep Techniek en Materieel werd opgeheven. Beide Nike-groepen (1 en 2 GGW) werden samengevoegd tot één groep (12 GGW) met 4 squadrons. Een deel van de raketten werd herverdeeld en een deel ging terug naar de Verenigde Staten. Eén HAWK-groep (4 GGW) werd opgeheven en het materieel werd verdeeld over 7 militaire vliegvelden ten behoeve van objectverdediging, later aangevuld met het Shorad/Flycatcher-systeem.-systeem
In de jaren 1980 was Nederland het eerste land, na de VS, dat de dure Patriot-luchtdoelraket aanschafte. De haast was ingegeven omdat men zo de nucleaire taak van de Nike Hercules kon afstoten. Met de komst van de Patriot werd de organisatie andermaal aangepast tot 2 groepen (3 en 5 GGW) elk met 2 Patriot- en HAWK-squadrons.

### Groep Lichte Vliegtuigen
De Groep Lichte Vliegtuigen (GPLV) werd opgericht op 1 maart 1950 onder het Commando Lucht Verdediging (CLV). Het fungeerde als ondersteuning van de Koninklijke Landmacht en werd hiermee gezamenlijk geëxploiteerd. De GPLV opereerde eerst met vliegtuigen Taylorcraft Auster, Piper PA-18 Super Cub, de Havilland Canada DHC-2 Beaver en helikopters Hiller H-23 en Alouette II. Later vloog de groep uitsluitend met Alouette III van Aérospatiale en Messerschmitt Bölkow-Blohm BO-105-helikopters. GPLV verzorgde de luchtwaarnemingen voor artillerie-eenheden van de landmacht. De bemanning bestond uit een vlieger van de luchtmacht en een waarnemer van de landmacht.
De naam GPLV werd in 1993 vervangen door Groep Helikopters Koninklijke Luchtmacht (GPHKLu). Dit omdat de lichte vliegtuigen Auster en Beaver al lang waren uitgefaseerd en de naam beter aansloot bij de uitrusting van de eenheid. Ook werd de eenheid een volledig luchtmachtonderdeel in plaats van een gedeelde eenheid.
Vanwege de aanschaf van nieuwe helikopters in combinatie met de totaal gewijzigde taak werd de naam in 1995 opnieuw gewijzigd, nu in Tactische Helicopter Groep (THG).
In juli 2008 werden de voormalige Tactische Helicopter Groep (THG) en voormalige Marine Luchtvaartdienst (MLD) geïntegreerd in het nieuwe Defensie Helikopter Commando (DHC) dat in de luchtmachtorganisatie werd ondergebracht.

### Overzicht opgeheven onderdelen
|                                                                                | afkorting   | locatie                        |
| ------------------------------------------------------------------------------ | ----------- | ------------------------------ |
| Aan- en Afvoer Groep Noord                                                     | AAGN        | Kamp van Zeist / Soesterberg   |
| Aan- en Afvoer Groep Zuid                                                      | AAGZ        | Eindhoven / Gilze-Rijen        |
| Commando Logistiek & Opleidingen                                               | CLO         | Arnhem / Zeist                 |
| Commando Luchtverdediging                                                      | CLV         | Driebergen                     |
| Commando Tactische Luchtstrijdkrachten                                         | CTL         | Zeelst                         |
| Control Reporting Centre / Military Airtraffic Control Center                  | CRC/MilATCC | Nieuw-Milligen                 |
| Depot Algemeen Technisch en Intandance Materieel                               | DATIM       | Soestduinen                    |
| Depot Elektronisch Luchtmacht Materieel                                        | DELM        | Rhenen                         |
| Depot Mechanisch Vliegtuigmaterieel & Straalmotoren (samengevoegde DSM en DVM) | DMVS        | Woensdrecht                    |
| Depot Straalmotoren                                                            | DSM         | Woensdrecht                    |
| Depot Vliegtuig Materieel                                                      | DVM         | Gilze-Rijen                    |
| Groep Geleide Wapens De Peel                                                   | GGWDP       | Vredepeel                      |
| Groep Helikopters KLu                                                          | GPH         | Vlb. Deelen                    |
| Groep Techniek en Materieel Geleide Wapens                                     | GTMGW       | Hesepe (Bramsche), (W-Dld)     |
| Koninklijke Kaderschool Luchtmacht (voorheen LKS)                              | KKSL        | Schaarsbergen                  |
| Korps Luchtmachtstaf                                                           | KLS         | Den Haag                       |
| Korps Luchtvaart Troepen                                                       | LVT         | Bussum                         |
| Logistieke Groep Rhenen (voorheen DELM)                                        | LGR         | Rhenen                         |
| Luchtmacht Bewakings Korps                                                     | LBK         | Breda / Bussum                 |
| Luchtmacht Elektronische School (voorheen RRS)                                 | LES         | Schaarsbergen                  |
| Luchtmacht Electronische en Technische School (samengevoegde LES en LTS)       | LETS        | Schaarsbergen                  |
| Luchtmacht Instructie en Militaire Opleidingen School                          | LIMOS       | Nijmegen                       |
| Luchtmacht Kaderschool (later KKSL)                                            | LKS         | Schaarsbergen                  |
| Luchtmacht Meteorologisch Centrum                                              | LUMETC      | Zeist                          |
| Luchtmacht Officiers- & Kaderschool                                            | LOKS        | Breda / Gilze-Rijen            |
| Luchtmacht Officiersschool                                                     | LUOS        | Gilze-Rijen                    |
| Luchtmacht Radio Radar School (later LES)                                      | RRS         | Schaarsbergen                  |
| Luchtmacht Stafschool                                                          | LSS         | Rijswijk                       |
| Luchtmacht Technische School                                                   | LTS         | Schaarsbergen                  |
| Navigatie Station Achterhoek                                                   | NSA         | Holterhoek                     |
| Navigatie Station Groningen                                                    | NSG         | Marsum                         |
| Navigatie Station Noord                                                        | NSN         | Den Helder                     |
| Navigatie Station Zuid                                                         | NSZ         | De Lier                        |
| Tactische Helikopter Groep                                                     | THGKLu      | Vliegbasis Deelen              |
| Vliegveiligheids Opleidings & Trainings Centrum                                | VOTC        | Rijen                          |
| Voortgezette Instructie en Militaire Opleidingen School                        | VIMOS       | Breda / Gilze-Rijen            |
| Vlb De Peel                                                                    | VLBDP       | Vredepeel                      |
| Vlb Soesterberg                                                                | VLBSSB      | Soesterberg                    |
| Vlb Twenthe                                                                    | VLBTW       | Enschede                       |
| Vlb Ypenburg                                                                   | VLBYB       | Rijswijk/Leidschendam/Nootdorp |
| Vliegveiligheids Oefen- en Testcentrum                                         | VOTC        | Gilze-Rijen                    |
| 1e Groep Geleide Wapens                                                        | 1 GGW       | Handorf (W-Dld)                |
| 2e Groep Geleide Wapens                                                        | 2 GGW       | Schöppingen (W-Dld)            |
| 3e Groep Geleide Wapens                                                        | 3 GGW       | Blomberg (W-Dld)               |
| 4e Groep Geleide Wapens                                                        | 4 GGW       | Hessisch Oldendorf (W-Dld)     |
| 5e Groep Geleide Wapens                                                        | 5 GGW       | Stolzenau (W-Dld)              |
| 12e Groep Geleide Wapens                                                       | 12 GGW      | Bramsche (W-Dld)               |
| 1e Luchtmacht Verbindings Groep                                                | 1 LVG       | Hilversum                      |
| 2e Luchtmacht Verbindings Groep                                                | 2 LVG       | Riel                           |

## Tradities

### Vaandel
In 1965 werd aan de Koninklijke Luchtmacht een vaandel uitgereikt waaraan de Militaire Willemsorde is bevestigd. Het mag de volgende opschriften voeren:
- Nederland 1940
- Nederlandsch-Indië Malakka 1941-1942
- Engeland West-Europa 1941-1945
- Australië Indische Archipel 1942-1945
- Indische Archipel 1947-1949
- Kosovo 1999
- Afghanistan 2002-2014

### Emblemen
De emblementraditie bij de Koninklijke Luchtmacht is gebaseerd op die van de Royal Air Force (RAF). Hierbij kende de Britse koning aan luchtmachtonderdelen een embleem toe, compleet met de RAF squadron crest, een gekroonde embleem-omlijsting voorzien van een lint voor de bijbehorende squadronspreuk. Ook de Nederlandse eenheden die tijdens de Tweede Wereldoorlog in de RAF dienden, kregen een officieel RAF-embleem.
Begin jaren 1950 was de luchtmacht nog volledig in opbouw en ontstond ook de behoefte aan een dergelijk embleem om de onderlinge verbondenheid te creëren. Toen de luchtmacht in 1953 de status van zelfstandig krijgsmachtdeel kreeg en hiermee 'koninklijk' werd, stelde men ook een definitieve omlijsting voor alle luchtmachtemblemen vast. Deze bestaat uit een cirkelvormige gesloten krans van oranjetakken in groene kleur, aan de zijkant en de bovenkant samengehouden door 2 gekruiste gouden linten. De krans is gedekt door de koninklijke kroon in goud en aan de onderzijde van de krans is een gouden lint bevestigd, waarop de embleemspreuk staat vermeld gecompleteerd met een plaatje met de naam of het nummer van de eenheid. Op 11 mei 1953 werd het voeren van de onderdeels- en squadronemblemen officieel goedgekeurd. Op vliegtuigen worden deze in het klein zonder omlijsting en eventueel toned down afgebeeld.

### Open dagen
Oorspronkelijk hield elk krijgsmachtdeel jaarlijks zijn eigen open dag maar bezuinigingen hebben dit vanaf 2013 veranderd. De huidige respectievelijke landmacht-, luchtmacht- en marinedagen zijn vaak gecombineerd en staan in het kader van brede publieksinformatie en voorlichting bij personeelswerving. Ze zijn vanwege de bezichtigingen en demonstraties altijd zeer druk bezocht. De Luchtmachtdagen vinden beurtelings plaats op de bases Gilze-Rijen, Leeuwarden en Volkel.

#### Van stuntteam via demoteam naar aerobatic team

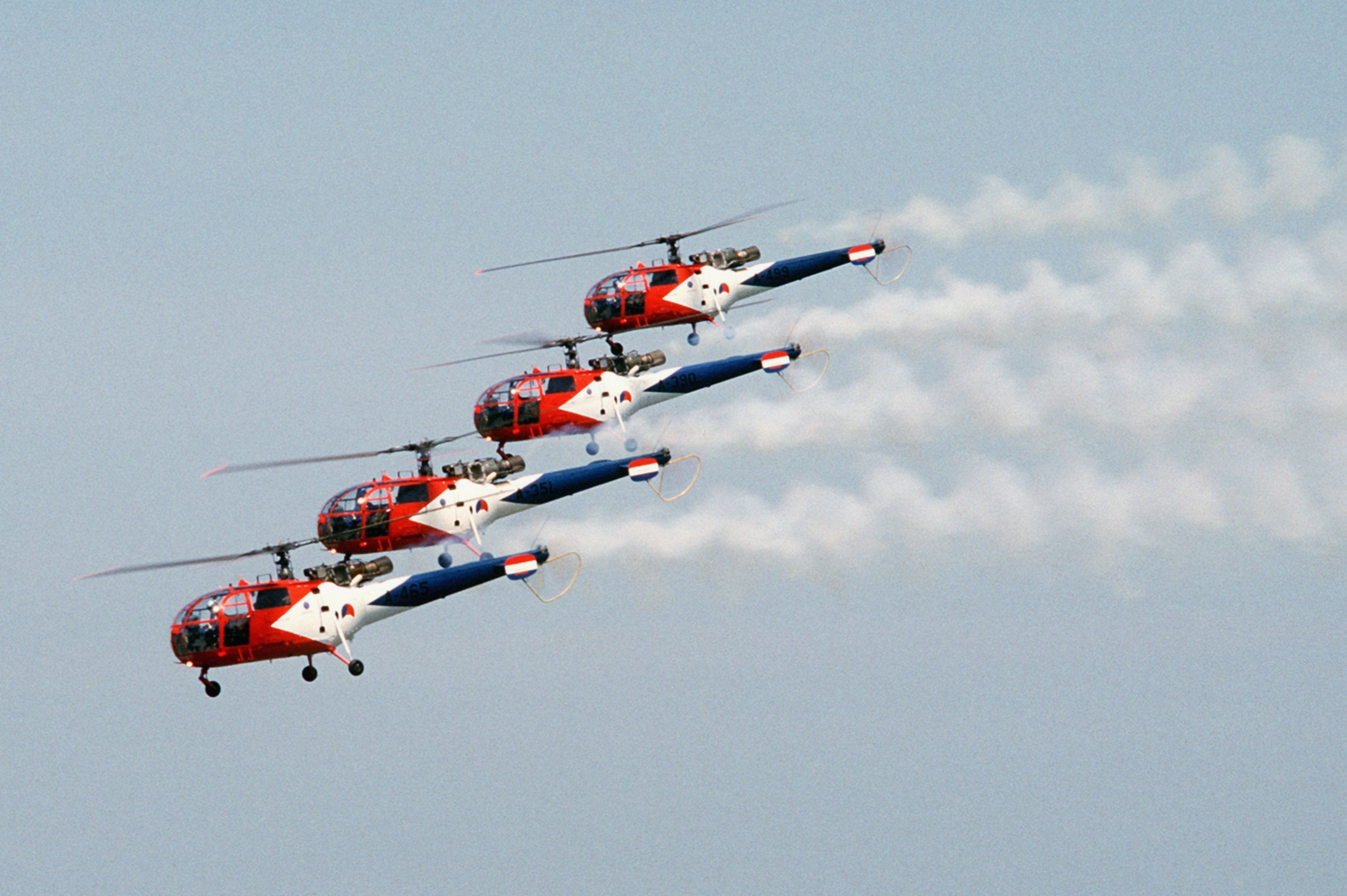
The Grasshoppers in hun laatste kleurstelling

Door de jaren heen was de grote publiekstrekker op open dagen altijd het optreden van een of meer stuntteams. Ook in het CLRS (toen KLu) hebben vroeger diverse stuntteams gevlogen. Het grote verschil met teams van andere landen bestond uit het feit dat Nederlandse teams door gewone vliegers waren bemand die demonstraties naast hun normale werk erbij deden. Vliegers van teams van andere landen waren vrijgesteld van hun normale werkzaamheden. Vanwege de vele ongevallen (diverse met fatale afloop) werd de term stuntteam later veranderd in respectievelijk demo- en aerobatic team.
“Ruiten 4”. (1952-1955) was een stuntteam van de vliegbasis Soesterberg dat vloog met vier Gloster Meteors in rode kleuren, met op beide motoren de kaart ruiten 4 geschilderd. In die tijd beschikte iedere vliegbasis wel over een lokaal stuntteam. Zoals de Jet Pipers (1954-1956) van het 328 Sqadron van vliegbasis Soesterberg; het 323 Sqadron Stuntteam (1955-1956) van vliegbasis Leeuwarden - beiden vliegend met Gloster Meteors F Mk.8 - en de Red Noses (1955-1957) van 314 Sqadron vliegbasis Eindhoven met F-84G Thunderjets en F-84F Thunderstreaks.
Een van de meest bekende teams was '
“Whisky Four'” (1956-1965) een team geformeerd uit vlieger-instructeurs van de toenmalige jachtvliegopleiding Woensdrecht.
“Dash Four” (1956-1959) was een stuntteam bestaande uit vliegers van de vliegbasis Volkel en vloog met F-84F Thunderstreaks. Dit team vloog alleen in Nederland, met uitzondering van één optreden in de Verenigde Staten in 1958, waarbij twee vliegers (niet fataal) crashten. Dash Four vloog in de kleuren rood/wit/blauw; zilver; rood/wit en oranje.
“Sandbag Diamond” vloog alleen in 1963 en was een team van 315 Sqadron gelegerd op vliegbasis Eindhoven. Er werd gevlogen met vijf F-84F Thunderstreaks (vier in formatie en één solo). De toestellen vlogen gewoon in camouflagekleur.
“Whisky Four '67” was ook een stuntteam van de vliegbasis Eindhoven dat met F-84F Thunderstreaks zonder externe tiptanks in dezelfde kleurencombinatie vloog als de oorspronkelijke Whisky Four. Na een fataal vliegongeval op 5 juni 1967 werd het team opgeheven.
“The Rascals” (1970-1971) was een demoteam van 314 Squadron van vliegbasis Eindhoven, vliegend met vier F-84F Thunderstreaks. Vanwege vervanging van de Thunderstreaks werd het team opgeheven.
“The Grasshoppers” (1973-1995) was een helikopterteam van 299 en later 300 Squadron van vliegbasis Deelen. Ze kregen grote bekendheid nadat zij een officiële status als demonstratieteam hadden verworven. Het team vloog met de Alouette III en trad op vele airshows shows in Europa op. De toestellen waren eerst voorzien van afwasbare gele strepen; daarna van gele vlakken; daarna van een wit zebrapatroon en ten slotte in een rood-wit-blauwe beschildering. Nadat in de jaren 1990 besloten werd tot vervanging van gehele helikopter-vloot, werd het demonstratieteam na een vliegongeval op de Ginkelse Heide opgeheven.
Naast de aerobaticsteams zijn er ook een aantal individuele aerobatics vliegers. Deze vliegen gedurende één seizoen een bepaald type vliegtuig of helikopter bij (inter)nationale evenementen.

## Historische luchtvloot
Aanvankelijk kwam het meeste materieel nog uit het Verenigd Koninkrijk (Gloster Meteor, Hawker Hunter), later voornamelijk uit de Verenigde Staten, mede omdat dit land in de jaren 1950 een groot deel van de vliegtuigen kosteloos leverde via MDAP. De banden met de Amerikaanse vlieguigfabrieken bleven daarna bestaan, want later volgden nog de Lockheed F-104 Starfighter de Northrop/Canadair NF-5 Freedom Fighter en de General Dynamics F-16 Fighting Falcon. Deze wordt vanaf 2019 gefaseerd vervangen door de Lockheed Martin F-35 Lightning II.
| Type                                     | In gebruik | Aantal             | Squadrons                                   | Registratie |
| Gevechtsvliegtuigen                      |            |                    |                                             | |
| ---------------------------------------- | ---------- | ------------------ | ------------------------------------------- | --- |
| Supermarine Spitfire Mk.IX versie        | 1946-1954  | 23                 | 322                                         | H-50 tm 69 en H-97 tm 99 |
| Curtiss P-40 Warhawk                     | 1943-1949  | 23                 | 120                                         | C3-500 tm 523 tm 1947 daarna C3 veranderd in J3 |
| North American P-51 Mustang              | 1949-1950  | 39                 | 120, 121                                    | H-310 tm 349 |
| Gloster Meteor F. Mk.IV                  | 1948-1957  | 61                 | 322, 323, 324, 325, 326, 327, 328           | I-21 tm 81 |
| Gloster Meteor T(rainer) Mk.VII          | 1948-1959  | 45                 | 323, 324, 325                               | I-1 tm 20 en I-301 tm 325 |
| Gloster Meteor F. Mk.VIII                | 1951-1958  | 160                | 322, 323, 324, 325, 326, 327, 328           | I-90 tm 94 en I-101 tm 255 |
| Republic F-84 Thunderjet E en G versie   | 1952-1956  | 187                | 306, 311, 312, 313, 314, 315, 316           | K-1 tm 21 (-E) en K-22 tm 187 (-G) |
| Republic F-84F Thunderstreak             | 1955-1970  | 191                | 311, 312, 313, 314, 315, 316                | P-101 tm 277 en P-298 tm 300 |
| Republic RF-84F Thunderflash             | 1956-1963  | 24                 | 306                                         | P-1 tm 24 |
| Hawker Hunter F. Mk.4                    | 1955-1964  | 96                 | 322, 323, 324, 325, 326, 327                | N-101 tm 196 |
| Hawker Hunter F. Mk.6                    | 1957-1968  | 93                 | 322, 324, 325, 326                          | N-201 tm 293 |
| Hawker Hunter Trainer Mk.7               | 1958-1968  | 20                 | 322, 323                                    | N-301 tm 320 |
| North American F-86K Sabre               | 1956-1964  | 62                 | 700, 701, 702                               | Q-237 tm 902 |
| Lockheed F-104 Starfighter G versie      | 1962-1984  | 138                | 306, 311, 312, 322, 323                     | Tussen D-5702 en 8343 |
| Canadair Northrop F-5                    | 1970-1991  | 75                 | 313, 314, 315, 316                          | K-3001 tm 3075 |
| Canadair Northrop F-5                    | 1969-1991  | 30                 | 313, 314, 315, 316                          | K-4001 tm 4030 |
| General Dynamics F-16 Fighting Falcon    | 1979-2024  | 213                | 306, 311, 312, 313, 314, 315, 316, 322, 323 | Tussen J-001 en J-885 |
| Lockheed Martin F-35A Lightning II       | 2015-heden | 58                 | 312, 313, 322                               | F-001 tm F-0xx |
| Bommenwerpers                            |            |                    |                                             | |
| North American B-25J Mitchell            | 1947-1950  | 6                  | 18, 20                                      | I-13 tm 39 (geen I-18) |
| Transportvliegtuigen                     |            |                    |                                             | |
| de Havilland DH-89B Dominie              | 1944-1956  | 4                  | 334                                         | V-1 tm 4 |
| Avro Anson Mk.1                          | 1947-1953  | 25                 | 334                                         | D-1 tm 25 |
| Douglas DC-3 C-47A Skytrain versie       | 1945-1950  | 19,20,1 en 2 NEITS | 36                                          | DT-937 tm 955, DT-956 tm 974 en DT-975 tm 992 |
| Douglas DC-3 C-47B Dakota versie         | 1962-1964  | 2                  | 336 NNG                                     | X-18 en 19 |
| Beechcraft T-7 Navigator                 | 1950-1953  | 30                 | 334                                         | G-1 tm 30 |
| Fokker F27 Friendship/Troopship          | 1960-1996  | 12                 | 334                                         | C-1 tm 3 (FS) en C-4 tm 12 (TS) |
| Fokker F50                               | 1996-2012  | 2                  | 334                                         | U-5 en 6 |
| Fokker 50 F60U                           | 1996-2007  | 4                  | 334                                         | U-1 tm 4 over naar Peru |
| McDonnell Douglas KDC-10-30              | 1995-2021  | 2                  | 334                                         | T-235, T-264 verkocht aan Omega Aerial Refueling Services                                                                                               |
| McDonnell Douglas DC-10                  | 2010-2014  | 1                  | 334                                         | T-255 |
| Lockheed C-130H-30 Hercules              | 1994-heden | 2                  | 334, 336                                    | G-273 en 275 |
| Lockheed C-130H Hercules                 | 2007-heden | 2                  | 336                                         | G-781 en 988 |
| Gulfstream IV                            | 1995-2022  | 1                  | 334                                         | V-11 |
| Airbus A330 MRTT                         | 2020-heden | 8                  | MRTT                                        | T-054 t/m T-061 |
| Gulfstream G650ER                        | 2023-heden | 1                  | 334                                         | V-117 |
| Trainers                                 |            |                    |                                             | |
| de Havilland DH-82A Tiger Moth           | 1946-1960  | 56                 | elementaire opleiding                       | A-1 tm 56 |
| North American T-6 Texan                 | 1946-1968  | 200                | voortgezette opleiding                      | B-1 tm 200 |
| Fokker S-11 Instructor                   | 1950-1973  | 39                 | elementaire vliegopleiding                  | E-1 tm 39 |
| Lockheed T-33 Shooting Star              | 1953-1972  | 63                 | 306, 313, 700                               | M-1 tm 60 en M-101 tm 103 (RT33) |
| Fokker S.14 Machtrainer                  | 1955-1967  | 20                 | voortgezette vliegopleiding                 | L-1 tm 20 |
| Pilatus PC-7                             | 1989-heden | 13                 | 131                                         | L-01 tm 13 |
| Verkennings en light utility vliegtuigen |            |                    |                                             | |
| Auster Mk.3                              | 1945-1953  | 20                 | 298, 334                                    | R-1 tm 20 |
| Piper L-18/21 Super Cub                  | 1952-1968  | 162                | 298, 299, 300                               | R-30 tm 88, R-201 tm 217 en R-101 tm 186 |
| de Havilland Canada DHC-2 Beaver         | 1956-1974  | 9                  | 300, 334                                    | S-1 tm 9 |
| Maritieme verkenners                     |            |                    |                                             | |
| Fokker F27 Maritime                      | 1981-2000  | 2                  | 336                                         | M-1 en M-2 |
| Fokker F60U                              | 2005-2007  | 2                  | MPA det.                                    | U-01 en U-02 over naar Peru |
| Dornier 228-212                          | 2007-2022  | 2                  | Kustwachttaken                              | PH-CGC en CGN |
| Helikopters                              |            |                    |                                             | |
| Hiller H-23B/C Raven                     | 1955-1964  | 36                 | 298, 299, 300                               | O-1 t/m O-36 |
| Sud Aviation Aérospatiale Alouette II    | 1959-1965  | 8                  | 298, SAR Vlucht                             | H-1 t/m H-8 |
| Sud Aviation Aérospatiale Alouette III   | 1963-2015  | 77                 | 298, 299, 300, SAR Vlucht                   | 72 nummers, gebaseerd op het constructienummer, tussen A-177 en A-550, plus 5 voor de SAR Vlucht (H-08, H-20, H-67, H-75 en H-81).                      |
| MBB BO-105C/CB/DB                        | 1975-2004  | 30                 | 298, 299                                    | B-37 t/m 48, B-63 t/m B-80, B-83 |
| Agusta Bell AB 412SP                     | 1994-2014  | 3                  | 303                                         | R-01 t/m 03 |
| Eurocopter AS 532U2 Cougar Mk 2          | 1996-heden | 17                 | 300                                         | 17 nummers, gebaseerd op het constructienummer, tussen S-400 en S-459. In 2025 zijn hiervan nog 12 in actieve dienst.                                   |
| Vertol Boeing CH-47 Chinook D            | 1995-2021  | 13                 | 298                                         | D-101 t/m D-106 (nieuw gebouwd) en D-661 t/m D-667 (ex-Canada). De registratienummers zijn gebaseerd op de laatste 3 cijfers van het constructienummer. |
| Vertol Boeing CH-47 Chinook F            | 2011-heden | 20                 | 298, 302                                    | D-472 t/m D-485, D-601 t/m D-606 en D-890 t/m D-895 (gebaseerd op de laatste 3 cijfers van het constructienummer)                                       |
| AH-64A Apache                            | 1996-2001  | 12                 | 301, 302                                    | (Amerikaans geregistreerd) |
| AH-64D Apache                            | 1998-heden | 30                 | 301, 302                                    | Q-1 t/m 30 (Q15 en Q-20 gecrashed Mali en Afghanistan)                                                                                                  |
| Westland Lynx                            | 1976-2012  | 22                 | 7, 860                                      | 260 t/m 265 (7sq), 266 t/m 283 (860sq) |
| NHIndustries NH90                        | 2010-heden | 20                 | 7, 860                                      | 20 nummers, gebaseerd op het constructienummer, tussen N-088 en N-327. N-324 is afgeschreven ten gevolge van een crash in het Caraïbisch Gebied.        |

De squadrons 18, 19, 120 en 121 waren ooit gestationeerd in het voormalig Nederlands-Indië en maakten deel uit van de Militaire Luchtvaart van het Koninklijk Nederlands-Indisch Leger.

## Huidige luchtvloot
De slagkracht van het CLRS is gebaseerd op de volgende systemen:
| Type                               | Aantal | In Bestelling | Informatie | Bewapening |
| ---------------------------------- | ------ | ------------- | --- | --- |
| Lockheed Martin F-35A Lightning II | 46     | 12            | • 322 Squadron vlb Leeuwarden • 312, 313 Squadron vlb Volkel | Gelijk aan F-16-wapenpakket m.u.v. het boordkanon (25 mm GAU-22/A) en het B61-kernwapen type 11.                                                                                           |
| Helikopters                        | Aantal | Bestelling    | Informatie | Bewapening |
| Boeing AH-64E Apache               | 16     | 12            | • 301 Squadron vlb Gilze-Rijen • 302 Squadron Fort Hood t.b.v. opleidingsdoeleinden. | Standaardbewapening is: - 30 mm M230 Chain gun (extern onder de romp) - AGM-114 Hellfire, antitankraketten, maximaal 16 stuks - Hydra 70, ongeleide lucht-grondraketten, maximaal 76 stuks |
| Boeing CH-47F Chinook              | 20     |               | • 298 Squadron vlb Gilze-Rijen • 302 Squadron Fort Hood t.b.v. opleidingsdoeleinden. | FN MAG voor de loadmaster/boordschutter |
| Eurocopter AS 532U2 Cougar Mk 2    | 12     |               | • 300 Squadron vlb Gilze-Rijen Geplande vervanging door 12 H225M Caracal-helikopters, voor SOF taken. | FN MAG tbv loadmaster/boordschutter |
| NHIndustries NH90                  | 19     | 3             | • 860 Squadron Maritieme Vliegkamp de Kooy. Met de defensienota van 2024, werd bekendgemaakt dat er 3 extra NH90’s zullen worden besteld. | In NAVO Fregat (NFH) rol: dieptebommen of 2 torpedo's. In Tactische (TNFH) rol: FN MAG voor de loadmaster/boordschutter                                                                    |
| Airbus H225M Caracal               |        | 12            | Defensie schaft 12 nieuwe helikopters aan voor speciale operaties (SOF) De toestellen volgen de AS 532U2 Cougar transporthelikopters op. Indiensttreding bij het 300 Squadron op vliegbasis Gilze-Rijen vanaf begin 2030 tot begin 2032.                                                               | |
| Transport en Tank vliegtuigen      | Aantal | Bestelling    | Informatie | Bewapening |
| Airbus A330 MRTT                   | 9      | 3             | In Nederland geregistreerd voor de Multinational MRTT Unit van de NAVO. Naast Nederland zijn de vliegtuigen gekocht en in gebruik door België, Denemarken, Duitsland, Luxemburg, Noorwegen, Tsjechië en Zweden. In Nederland gevestigd op vliegbasis Eindhoven en in Duitsland op Flughafen Köln-Bonn. | (On)bewapend |
| Lockheed C-130H                    | 2      |               | • 336 Squadron vliegbasis Eindhoven | (On)bewapend |
| Lockheed C-130H-30                 | 2      |               | • 336 Squadron vliegbasis Eindhoven | (On)bewapend |
| Embraer C-390 Millennium           |        | 5             | Ter vervanging van de C-130H Hercules. Levering wordt verwacht van eind 2027 tot eind 2029. | (On)bewapend |
| VIP                                | Aantal |               | Informatie | Bewapening |
| Gulfstream G650ER                  | 1      |               | • 334 Squadron Vliegbasis Eindhoven | (On)bewapend |
| Boeing 737 BBJ (PH-GOV)            | 1      |               | Regeringsvliegtuig | (On)bewapend |
| Lesvliegtuigen                     | Aantal | Bestelling    | Informatie | Bewapening |
| Pilatus PC-7                       | 13     |               | • 131 EMVO Squadron vliegbasis Woensdrecht. Zullen vanaf 2027 worden vervangen door de PC-7 MKX | (On)bewapend |
| Pilatus PC-7 MKX                   |        | 8             | Levering eerste helft 2027. | (On)bewapend |
| Onbemande vliegtuigen              | Aantal | Bestelling    | Informatie | Bewapening |
| General Atomics MQ-9 Reaper        | 4      | 4             | • 306 Squadron vliegbasis Leeuwarden In de defensienota 2022 werd bekend dat de luchtmacht, 4 extra MQ-9 Reapers zal aanschaffen en dat, de vloot zal worden bewapend. | (On)bewapend |

Opmerking: Daarnaast zijn jaarlijks 500 uren van de C-17 beschikbaar uit het Strategic Airlift Capability (SAC). 

### Toelichting huidige vloot

#### Strategic Airlift Capability (SAC) C-17
Nederland is een van de deelnemende landen die vanaf 2006 hebben geïnvesteerd in de NAVO Strategische Airlift Capaciteit. De hiervoor samen gekochte toestellen zijn 3 Boeing C-17 Globemaster III transportvliegtuigen; deze voeren Hongaarse registraties en zijn sinds 2009 gelegerd op vliegbasis Pápa. In september 2008 werd door Nederland, de VS, Noorwegen, Polen, Slowakije, Slovenië, Hongarije, Bulgarije, Roemenië, Estland, Letland, Litouwen, Finland en Zweden een memorandum van overeenstemming ondertekend voor de opzet van de Strategische Airlift Capaciteit (SAC) waarmee de komende 30 jaar in NAVO-verband wordt geopereerd. Voor de SAC worden 3500 vlieguren per jaar beschikbaar gesteld en voor alle deelnemende landen wordt jaarlijks een aantal vlieguren vastgesteld. Voor Nederland is dit 500 vlieguren per jaar. De C-17's zijn uit het NAVO-budget aangeschaft en ondergebracht in de Heavy Airlift Wing (HAW) en de NATO Airlift Management Agency (NAMA). Deze organisaties zijn respectievelijk verantwoordelijk voor het operationele aspect en onderhoud bij de firma Boeing.
De personele bijdrage van de deelnemende landen is evenredig aan het aantal vlieguren dat wordt betrokken uit de pool. De Nederlandse inbreng telt 25 functionarissen. Vier personen worden ingedeeld bij het NAMA en 21 personen worden ingedeeld bij de HAW.

## Toekomst

### Jachtvliegtuigen
Het Nederlandse bedrijfsleven nam vanaf 2002 deel in de ontwikkeling van de Joint Strike Fighter (JSF). Bij ondertekening van het contract werd nog gedacht dat (toen) 138 F-16's vervangen werden door 85 tot 100 JSF's. Vanwege de steeds hoger wordende stuksprijs werd dit later verminderd tot respectievelijk 90, 68 en 30 stuks. Intussen werden - vanwege almaar verder doorgevoerde bezuinigingen - MLU F-16's aan Chili en Jordanië verkocht en zijn F-16’s afgestoten, waardoor de operationele kracht tot slechts 68 stuks werd beperkt.
Met de defensiebegroting 2014 werd gekozen voor de Lockheed-Martin F-35 Lightning II als jachtvliegtuig voor de Nederlandse krijgsmacht. Volgens planning worden vanaf 2019 initieel 37 stuks ingevoerd; later aangevuld met minimaal 9 extra toestellen. Vooruitlopend hierop is het aantal operationele F-16's per 1 januari 2014 opnieuw verminderd (nog 61 stuks). De 7 vrijgekomen toestellen zijn op Woensdrecht gestript voor onderdelen. Vanwege de ouderdom van de toestellen is ook de inzetbaarheid verlaagd. Met de resterende F-16's wordt een kleiner aantal vlieguren gegenereerd; dit zou moeten leiden tot minder slijtage aan motoren en airframes. De reductie in het aantal werkt door op het aantal vliegende squadrons (nog 1 op Vlb Leeuwarden en 2 op Vlb Volkel). De Main Ops Base status van beide bases blijft ongewijzigd.
Op 15 oktober 2024 werd bekendgemaakt dat er vijf extra F-35 toestellen worden aangeschaft met een optie op één extra toestel. Levering is voorzien uit Lot 19 vanaf 2027. Het afroepen van de optie is afhankelijk van de ontwikkeling van onbemenste systemen. Uiterlijk in 2026 volgt een validatie met fabrikanten en/of partnerlanden over een samenwerkingsverband inzake innovatie op het vlak van onbemenste systemen. 

### Bewapening jachtvliegtuigen

#### Verwerving AGM 88G AARGM-ER
In de Defensienota 2022 is de aanschaf van Anti A2/AD capaciteit van de F-35 aangekondigd. Op 15 oktober 2024 werd bekendgemaakt dat daadwerkelijk wordt overgegaan tot aanschaf van de AGM 88G AARGM-ER. De verwachting is dat, mits het contract begin 2025 helemaal rond is, de levering plaatsvindt in de periode 2029-2033. De Nederlandse defensie maakt officieel geen informatie bekend over het aantal aan te schaffen wapens. Op 24 april 2024 kondigde de Amerikaanse overheid aan dat zij de voorgestelde verkoop hebben goedgekeurd van maximaal 265 raketten van het type AGM 88G Advanced Anti-Radiation Guided Missile Externded Range (AARGM-ER). Daarnaast worden ook reserveonderdelen, trainingsraketten (DATM), software, training en technische en logistieke ondersteuning. De geschatte totale kosten bedragen maximaal 700 miljoen Dollar. Voor anti-A2/AD capaciteit wordt ook de term ‘Suppression of Enemy Air Defences’ (SEAD) of ‘Destruction of Enemy Air Defenses’ (DEAD) gebruikt. Met deze capaciteit wordt het voor Defensie mogelijk om een zeer goed verdedigd gebied met geavanceerde grondgebonden luchtverdediging binnen te dringen. Weinig Europese krijgsmachten hebben momenteel beschikking over SEAD/DEAD-capaciteiten. Met de aanschaf van de Anti-A2/AD capaciteit kan Nederland deze specifieke bijdrage leveren aan gezamenlijke operaties met haar internationale NAVO- en EU-partners. Om de raketten te laten werken is het noodzakelijk dat de software van het vliegtuig en het wapen met elkaar moeten kunnen en mogen communiceren. Een Nederlands wapen wordt (softwarematig) afgestemd op de Nederlandse F-35 en werkt niet zomaar op een andere F-35.

#### Verwerving JASSM-ER
In de Defensienota 2022 is de behoefte kenbaar gemaakt van deep strike capaciteit Air voor de F-35. Op 3 april 2023 verscheen de A brief voor het project ‘deep strike capaciteit air’ waarbij kenbaar werd gemaakt dat defensie voornemens is het JASMM-ER lucht-grond wapen aan te schaffen. De wapens zijn bedoeld om moeilijk bereikbare doelen op afstand met grote precisie aan te vallen en uit te schakelen. Voorbeelden zijn logistieke en communicatie infrastructuur, commandocentra en luchtverdedingsinstallaties. Daarnaast biedt het wapen ook afschrikking aan potentiële tegenstanders. Nederland levert hiermee een belangrijke bijdrage aan de gezamenlijke gevechtskracht en afschrikking van de NAVO en de EU. Na lancering kunnen de wapens een afstand afleggen van minimaal 1.000 kilometer. Daarnaast moeten de wapens de vijandelijke verdediging kunnen omzeilen en beschikken over zelfbescherming, bijvoorbeeld in de vorm van stealth-eigenschappen. Ook moeten de wapens het doel met grote precisie kunnen vinden, zonder GPS-signaal en krachtig genoeg zijn om uiteenlopende typen gronddoelen uit te schakelen. Op 5 februari 2024 maakte de Amerikaanse overheid bekend toestemming te geven voor de aanschaf van maximaal 120 AGM-158B/B-2 lucht-grondraketten en bijbehorende ondersteunende middelen. De totale maximale kosten bedragen $908 miljoen. Op 6 juni 2024 werd bekendgemaakt dat defensie overgaat tot aanschaf van de JASSM-ER van Lockheed Martin. Volgens planning vindt levering plaats in de periode 2027-2031.

#### Verwerving middellange tot lange afstand lucht-lucht raket
Nederland heeft de beschikking over de AIM-120C7 Advanced Medium Range Air to Air Missile. Levering van de verbeterde opvolger, de AIM-120C8, staat inmiddels gepland voor eind 2024 tot 2027. Daarnaast zijn er AIM-120C7 geupdate naar de verbeterde C8 versie.
Op 6 december 2024 maakte de Amerikaanse overheid bekend dat zij toestemming geven voor de aankoop van maximaal 226 AIM 120D3 advanced medium range air-to-air missiles en bijbehorende gereedschappen. De maximale kosten bedragen 807 miljoen dollar.  In het defensieprojecten overzicht 2025 maakte defensie bekent dat begin 2025 de Letter of Offer and Acceptance is ontvangen. De eerste levering is voorzien voor 2030 met vervolgleveringen tot 2033.

#### Verwerving aanvullend tactisch wapen
Op 23 april 2025 maakte defensie kenbaar behoefte te hebben aan een aanvullend tactisch wapen op de F-35 voor de inzet tegen dynamische en/of goed verdedigde tactische doelen onder alle inzetomstandigheden. Levering zou naar verwachting plaatsvinden van 2027 tot 2032. Het zou naar verluidt gaan om de GBU 53/Stormbreaker.

### Tankervliegtuigen
De twee in de jaren 1990 verworven KDC-10-tankvliegtuigen en een in 2004 verworven DC-10 zijn vanaf 2006 door Stork-Fokker gemoderniseerd. De derde DC-10 was aangeschaft om het tekort aan transportcapaciteit van de luchtmacht te verhelpen. Dit toestel leverde alleen vrachtcapaciteit en werd na een uitgebreide en kostbare modernisering vanaf 2009 operationeel. Met de bezuinigingsronde van 2012 (€ 1 miljard) werd deze DC-10 per april 2014 uitgefaseerd. Het toestel werd na de uitfasering overgevlogen naar het Verenigd Koninkrijk en daar verschroot.
Op 28 juli 2016 verklaarde minister van defensie Jeanine Hennis-Plasschaert door middel van een brief aan de Tweede Kamer dat vanaf 2020 de twee bestaande KDC-10-tankvliegtuigen gefaseerd worden vervangen door twee Airbus A330 MRTT tanker/transportvliegtuigen. Deze toestellen worden gezamenlijk aangeschaft met Luxemburg. De nieuwe toestellen worden eigendom van de NAVO met Luxemburg en Nederland als gebruikers. Naast de aanschaf vallen ook instandhouding en operationele inzet onder het MRTT-project. Nederland is leidend in dit multinationale samenwerkingsproject. De nieuwe toestellen krijgen Vliegbasis Eindhoven als thuisbasis. Ook registreert Nederland de toestellen en is het verantwoordelijk voor het toezicht op de luchtwaardigheid. Kosten en personeel worden verdeeld op basis van het aantal per land aangevraagde vlieguren.

### Transportvliegtuigen
Ter vervanging van de Fokker 60UTA-N-transportvliegtuigen die in 2007 uit dienst waren genomen, werden in 2009 twee EC-130Q Hercules-vliegtuigen van de US Navy afgeleverd. Deze toestellen zijn uit Amerikaanse conservatie gekocht. Ze zijn op C-130H-standaard gebracht bij het Britse bedrijf Marshalls Aerospace in Cambridge.
Op 16 juni 2022 meldde het ministerie van Defensie dat het een vervanger had gevonden voor de sterk verouderde C-130 Hercules-vloot, de Embraer C-390 Millennium van Embraer. De eerste vliegtuigen zouden in 2026 geleverd worden. Op 10 juni 2024 werd bekendgemaakt dat levering van de vijf nieuwe toestellen is voorzien tussen eind 2027 en eind 2029. Daarnaast wordt één full flight simulator (FFS) voor training van de vliegtuigbemanning en één loadmaster trainer, waarin de bemanning traint met het veilig laden, lossen en vastzetten van vracht en passagiers aangekocht. De toestellen worden voorzien van zelfbeschermingssystemen afkomstig van Elbit. De toestellen worden in de toekomst ingezet binnen het European Air Transport Command (EATC). Het budget van het project 'vervanging tactische luchttransportcapaciteit' bedraagt € 1,703 miljard (prijspeil 2024), inclusief BTW, risicoreservering en delta-exploitatie.

### Lesvliegtuigen
Op 14 oktober 2024 maakte defensie bekend 7 nieuwe lesvliegtuigen van het type PC-7 MKX van het Zwitserse Pilatus aan te schaffen. Naast de vliegtuigen worden tegelijkertijd ook vluchtsimulators, proceduretrainers en computer based training middelen aangeschaft. Met de initiële vliegeropleiding brengt Defensie haar vliegers de basisvaardigheden bij voor de gehele vliegcarrière en bereidt zij hen voor op de vervolgopleiding. Met de vervanging van de initiële vliegeropleiding vindt een verschuiving plaats tussen daadwerkelijk en gesimuleerd vliegen. In het nieuwe EMVO-model voert Defensie ongeveer 60 procent van de training gesimuleerd uit. Met de vliegtuigen moeten jaarlijks 60 leerlingen kunnen instromen en moet 2150 uur per jaar gevolgen kunnen worden. Defensie verwacht de levering van de nieuwe lesvliegtuigen en gerelateerd materieel in de eerste helft van 2027. 

### Helikopters
De Tactische Helikopter Groep (THG) is omgevormd tot Defensie Helikopter Commando (DHC). De Marine Luchtvaartdienst is daarin opgenomen. Het DHC is op vliegbasis Gilze-Rijen ondergebracht. Negentien (1 toestel verloren in de Caribische Zee) NH90 helikopters zijn voor maritieme taken beschikbaar vanaf vliegveld De Kooy bij Den Helder. Op termijn zal dit aantal groeien naar 22 toestellen. De Kooy blijft ook als civiel vliegveld voor offshore-industrie en Search And Rescue bestaan.
Het DHC omvat alle helikopters van de Koninklijke Luchtmacht en van de voormalige Groep Maritieme Helikopters van de Marine en is onder verantwoordelijkheid van de Commandant der Strijdkrachten ondergebracht in het Commando Lucht- en Ruimtestrijdkrachten. Het DHC bestaat uit totaal 77 helikopters.
Er zijn zes CH-47F-transporthelikopters geleverd; twee hiervan dienen als vervanging van de Chinooks die in Afghanistan zijn verongelukt. De elf CH-47D's die al in dienst zijn worden op termijn vervangen door veertien nieuwe CH-47F's. Van de oorspronkelijke zeventien Cougar helikopters blijven er nog twaalf in dienst. Ze worden op termijn vervangen door de Caracal ter ondersteuning van SOF operations. De overige vijf staan opgeslagen en dienen als reserve.
Aangekondigde plannen voor verkoop van 6 van de 28 AH-64D Apache-helikopters gaan niet door. De toestellen blijven behouden vanwege noodzakelijkheid bij uitzendingen van de krijgsmacht en bewezen toegevoegde waarde. De huidige toestellen zullen een opwaardering ondergaan, naar de AH-64E standaard.
Op 15 oktober 2024 werd bekendgemaakt dat defensie twaalf nieuwe Medium Utility helikopters (MUH’s) van het type H225M Caracal van Airbus aanschaft ter vervanging van de Cougarvloot. Hierbij wordt voor negen toestellen missie-uitrusting aangeschaft die kan worden in- en uitgebouwd. Hierdoor krijgt defensie de beschikking over negen toestellen in de juiste configuratie. De toestellen zullen uitgerust zijn met Helicopter Air tot Air Refueling (HAAR). Deze capaciteit zorgt ervoor dat helikopters in de lucht kunnen worden bijgetankt.  Daarnaast krijgen de helikopters zelfbeschermingsmiddelen van de firma Elbit. De toestellen zijn bedoeld voor SOF-operaties, conventionele operaties zowel op het land als maritieme domein. Bijvoorbeeld humanitaire hulpverlening. De Caracal is in staat om te opereren vanaf schepen die de marine in gebruik heeft. Levering van de 12 nieuwe helikopters vindt naar verwachting plaats vanaf begin 2030 tot begin 2032. 
Einde TAR/SAR-taak
In 1959 werd de Tactical Air Rescue-Search And Rescue-vlucht opgericht met zes Alouette II helikopters opererend van vliegveld Ypenburg en Terschelling (detachement). In de periode 1960-1962 werden hiervan twee gedetacheerd in voormalig Nieuw Guinea. In 1967 werden de TAR/SAR-taken overgenomen door vijf nieuwe Alouette III helikopters. De vlucht werd in 1968 overgeplaatst naar vliegbasis Soesterberg en opereerde van daaruit tot 1977. In 1977 volgde overplaatsing naar vliegbasis Leeuwarden waar men opereerde met drie Agusta Bell 412 SP helikopters; een gemoderniseerde en aangepaste versie van de bekende Bell UH-1 "Huey".
Vanwege personeelsaanwas (marine vliegers, redders, artsen, verpleegkundigen, lieroperators en onderhoudspersoneel) werd de eenheid in de jaren 1990 officieel hernoemd in 303 (SAR) Squadron. De laatste jaren maakte 303 Squadron deel uit van het Defensie Helikopter Commando. De vliegbasis Leeuwarden bleef de standplaats tot de opheffing. In 2013 voerde de eenheid zijn 5000e reddingsvlucht uit (totaal medivacs, SAR en patiëntenvervoer van de Waddeneilanden). In januari 2015 volgde de uiteindelijke uitfasering van de AB-412's en de opheffing van 303 Squadron. Het patiëntenvervoer van de Waddeneilanden werd tijdelijk waargenomen door 300 Squadron met twee Cougar-helikopters. Per 16 november 2016 verzorgt de RAV Fryslân het patiëntenvervoer met een Eurocopter EC145-helikopter. De SAR-taak, evacuaties van schepen/booreilanden is per januari 2015 een civiele taak geworden en overgenomen door Noordzee Helikopters Vlaanderen.

### Luchtverdediging
De luchtverdediging middels geleide wapens van de luchtmacht is met eenheden van de landmacht en van de mariniers geïntegreerd in het nieuwe Defensie Grondgebonden Luchtverdedigingscommando (DGLC) onder commando van het CLAS. Het CLRS-personeel van de Patriot-squadrons en een eenheid van het Korps Mariniers met luchtverdedigingstaak zijn hierin administratief opgenomen, maar blijven bij hun "eigen" krijgsmachtdeel.
DGLC moet vanaf de grond Nederlandse objecten, eenheden en gebieden tegen vliegtuigen, helikopters, kruisvluchtwapens en ballistische raketten beschermen. Dit gebeurt zelfstandig en in NAVO-samenwerkingsverband met krijgsmachten uit andere landen. Het DGLC bestaat uit 850 militairen uitgerust met MIM-104 Patriot, FIM-92 Stinger-raketsystemen en NASAMS II-lanceersystemen. Deze moeten luchtverdediging op verschillende hoogten en afstanden mogelijk maken.

### Unmanned Aerial Vehicles
Defensie beschikt al enige tijd over kleine onbewapende onbemande vliegtuigjes (UAV's); de AeroVironment RQ-11 Raven (25 systemen met elk drie vliegtuigjes) en de ScanEagle (één systeem met zes grotere verkenningsvliegtuigjes). Deze zorgen vanuit de lucht voor lokale informatie over een situatie en de omgeving daarvan.
In november 2013 werd bekendgemaakt dat defensie vanaf eind 2017 ook gebruik wilde gaan maken van de veel grotere MQ-9 Reaper, een onbemand vliegtuig dat 24 uur per dag, overal ter wereld, kan worden ingezet. Dit toestel kan via een satellietverbinding op afstand worden bestuurd, waardoor slechts een deel van het personeel in een inzetgebied aanwezig hoeft te zijn. Deze zijn in 2017 besteld en in september 2018 werd op de vliegbasis Leeuwarden het in 2010 opgeheven 306 (verkennings) sq gereactiveerd. Het personeel wordt momenteel op Holloman airbase in de VS opgeleid op het vluchtleidingssysteem. 306 Squadron wordt vanaf het vierde kwartaal van 2021 uitgerust met 4 MQ-9 Reaper UAV's. Ook blijft het gespecialiseerd in intel information voor coalitiepartners.

### Commandovoering
De geïntegreerde tactische commandovoering van de luchtmacht werd vroeger uitgevoerd door de gevechts (CRC 710 Sq)- en verkeersleiding (MilATCC 711 Sq) en naderhand door het 711 AirOps Sq van het Air Operations Control Station Nieuw Milligen (AOCS NM).
Bij de presentatie van de rijksbegroting op Prinsjesdag 2013 werd bekendgemaakt dat het AOCS NM in het kader van een nieuwe bezuinigingsronde in 2018 zou worden gesloten. Door de luchtmachtleiding aangegeven punten m.b.t. de aanwezigheid van nieuwe hoogwaardige infrastructuur en het fungeren als verbindingsknooppunt werden terzijde geschoven. De luchtverkeersleiding zou naar Schiphol verhuizen en de gevechtsleiding en de nationale datalink management cel naar de vliegbasis Volkel. Later werd de sluitingsdatum naar 2020 verschoven nadat bleek dat de technische realisatie van de vele nieuwe verbindingen zeer kostbaar was. Inmiddels heeft men geheel afgezien van de opheffing van het onderdeel.
De militaire luchtverkeersleiding, 711 (MILATCC) Sq is verhuisd naar Schiphol-Oost. Sinds januari 2018 werken militaire en civiele verkeersleiders samen en wordt al het civiele en militaire luchtverkeer tot 24.500 voet (ca. 8 km) boven Nederland van hieruit geleid. Ook de School of Air Control (SAC) verhuist van Nieuw Milligen naar Schiphol.
De militaire luchtverkeersleiding wordt opgeheven. Het personeel gaat als burgerambtenaar op in een tijdelijke organisatie - 1 Air Traffic Management (1ATM)- dat in de toekomst weer Luchtverkeersleiding Nederland gaat heten. Een beperkt aantal luchtverkeersleiders zal als reserve officier kunnen opteren om assistentie t.b.v. uitzendingen te waarborgen.
De gevechtsleiding, 710 (CRC) Sq blijft op het AOCS NM gehandhaafd. Deze dienst stuurt sinds januari 2017 respectievelijk de Nederlandse en Belgische toestellen aan die beurtelings het Benelux-luchtruim beschermen tegen mogelijke civiele en militaire luchtdreiging. Ook de Nationale Datalink Management Cel (NDMC) en een eenheid van de Luchtmacht Reserve (GLR) blijven op het AOCS NM gelegerd.
De infrastructuur die vroeger door de militaire luchtverkeersleiding werd gebruikt is nu beschikbaar en biedt mogelijkheden voor de – inmiddels bevestigde – toekomstige verplaatsing van het nieuwe Territoriaal Operatie Centrum (TOC) van de landmacht van Amersfoort naar Nieuw Milligen. Het TOC stuurt alle militaire (crisis)operaties op Nederlands grondgebied aan.
N.B. Een naburig kazernecomplex, het Kamp Nieuw Milligen, wordt de nieuwe uitvalsbasis voor het Korps Mariniers. Deze ontwikkeling en het operationeel houden van het AOCS NM hebben echter niets met elkaar te maken.
De in gebruik zijnde ARES Medium Power Radars bij Nieuw Milligen en Wier zijn na meer dan 40 jaar op het eind van hun levensduur. Met kamerbrief 29-10-2014 werd besloten dat deze per 2020 door 2 verplaatsbaar opstelbare SMART-L radars worden vervangen. Zowel de plaatsing als het onderhoud zijn aan Thales Nederland uitbesteed. Het gaat samen met een technische en elektronische upgrade van het gehele Nederlandse radarnet. Plaatsing van de nieuwe radar in Wier is inmiddels gerealiseerd.

### Satelliet
In het kader van het toenemende militaire belang van de ruimte is in november 2017 een contract ondertekend voor de ontwikkeling en lancering van de eerste Nederlandse militaire satelliet. Met de Brik-II satelliet, vernoemd naar het eerste vliegtuig van de Koninklijke Luchtmacht, tracht de luchtmacht een positie in het ruimtedomein te verwerven. De nanosatelliet zal de luchtmacht voorzien van inlichtingen betreffende navigatie, communicatie en aardobservatie. Brik-II zal naar verwachting in het eerste kwartaal van 2021 gelanceerd worden door het Amerikaanse private ruimtevaartbedrijf Virgin Orbit.

### Bezuinigingen
De bezuinigingsrondes op de krijgsmacht werden d.t.v. diverse regeringsbesluiten al vroegtijdig structureel uitgevoerd en deze hielden voor de luchtmacht het volgende in.
- 1974 halvering sterkte 1e Groep Geleide Wapens (GGW)
- 1974 opheffing Groep Techniek Materieel Geleide Wapens
- 1975 halvering sterkte 2e GGW en samenvoeging met 1e GGW tot 12e GGW
- 1975 opheffing 4e GGW en materieel verdeeld over de Nederlandse vliegbases
- 1988 opheffing 12e GGW
- 1989 halvering sterkte 3e en 5e GGW
- 1991 opheffing Vlb Ypenburg
- 1993 sluiting Vlb De Peel
- 1993 opheffing 3e en 5e GGW en materieel samengevoegd als GGW De Peel
- 1995 sluiting Vlb Deelen en herbestemd als Militair Luchtvaartterrein (MLT)
- 2007 opheffing Vlb Twente
- 2008 opheffing Vlb Soesterberg
- 2009 MLT Deelen wordt weer Vlb Deelen
- 2009 opheffing GGW De Peel en samenvoeging met KL eenheden tot Defensie Grondgebonden Luchtverdedigingscommando (DGLC)
- 2010 minister van Defensie Hans Hillen laat Defensie 200 miljoen euro bezuinigen en kondigt een verlies van 10.000 banen in de krijgsmacht aan.
- 2017 overname militaire luchtverkeersleiding door Luchtverkeersleiding Nederland

Met de laatste Defensie- en Beleidsnota 2018 van het Kabinet-Rutte III werd het budget voor de luchtmachtinvesteringen vastgelegd op 1074 miljoen euro; het kleinste van de andere krijgsmachtdelen. Middels het in deze nota gestelde, houdt de toekomstige upgrading van de operationele middelen voor CLRS het volgende in:
- vervanging C-130 Hercules airliftcapaciteit en KDC-10 air-air refuelling en airliftcapaciteit door Multi Role Tanker Transporters i.s.m. Duitsland, Noorwegen, België en Luxemburg (CLRS)
- experiment met onbemande systemen (CLRS)
- vergroting inzetbaarheid jachtvliegtuigen (CLRS)
- vergroting inzetbaarheid helikopters door uitbreiding met drie Chinooks (CLRS)
- modernisering zelfbeschermingsmiddelen Apache (CLRS)
- aanschaf zelfbeschermingsmiddelen F-35 Lightning (CLRS)
- aanschaf medium en longrange raketsystemen F-35 Lightning (CLRS)

## Bekende/markante (oud-)luchtmachters
- Bram van der Stok, Engelandvaarder, vlieger Tweede Wereldoorlog
- Erik Hazelhoff Roelfzema, Engelandvaarder, vlieger Tweede Wereldoorlog, Soldaat van Oranje
- Mr. Jan Bosch (Jan Willem Theodore Bosch), Engelandvaarder, vlieger Tweede Wereldoorlog
- Jhr. Bodo Sandberg, Engelandvaarder, vlieger Tweede Wereldoorlog
- Dick Berlijn, oud Commandant der Strijdkrachten

## Trivia
Bij de opnamen van de televisieserie Hoogvliegers werd op grote schaal gebruikgemaakt van Defensielocaties, luchtmachtmateriaal en faciliteiten in binnen- en buitenland. De afdeling Communicatie Klu gaf meteen aan dat de serie slechts dient als amusement en beslist geen documentaire is over de opleidingen en de luchtmacht in de praktijk. Het moet worden gezien als fictief, geromantiseerd verhaal; de realiteit is totaal anders.
Het luchtmachtuniform (Dagelijks Tenue en VeldTenue gladde stof) was na de Tweede Wereldoorlog sterk gebaseerd op het RAF-uniform. Het gewone werkpak was eerst groen maar werd in de jaren 1970 vervangen door een grijze versie. In de jaren 1980 volgde een lichtbruine versie, die in de jaren 1990 weer werd vervangen door het huidige camo-pak. Het typische luchtmachtblauw van het DT werd omstreeks 2013 vervangen door een donkere kleur blauw.
Sinds de invoering van de F-16 bestaat er al een vergaande samenwerking tussen de Noorse, Deense en Nederlandse Luchtmacht voor het, met grotendeels gesloten beurs, uitvoeren van het complex onderhoud aan de belangrijke onderdelen van de avionica van de F-16 (het zogenaamde ATE-agreement).